# Stockholms garnison
Stockholms garnison är en garnison inom svenska Försvarsmakten som verkat i olika former sedan 1790. Garnisonen leddes fram till 1926 av överkommendanten i Stockholm, och består sedan 2006 av Karlbergs slott samt Kavallerikasernen och Bastionen, båda bredvid varandra vid Lidingövägen på Östermalm.

## Historik

Överkommendanten i Stockholm.

Fram till och med 1700-talet fanns det inte någon befälhavare över garnisonen, utan varje regements/förbandschef förde befäl över sin enhet. Den 20 oktober 1790 inrättade Gustav III:s regering en särskild befattning - ”Kungl Maj:ts tjänstgörande Generaladjutant”. Generaladjutanten fick även en funktion som högsta befälhavare över förbanden inom garnisonen. Generaladjutanten utnämndes genom Konungen bland övriga generaladjutanter och tjänstgjorde till en början en vecka och med tiden för längre tidsperioder.
Generaladjutantskapet kom att delas i två befattningar år 1808 
- Tjänstgörande generaladjutanten för expedition
- Befälhavande generaladjutanten i Stockholm (biträdes av över- och stabsadjutanter)

Genom Befälhavande generaladjutanten i Stockholm kom Överkommendantskapet att utvecklas och kom att benämnas från 1818 som Överkommendant och befälhavande överadjutanten för kommendant för Stockholms garnison, denna organisation bestod oförändrad fram till 1926, då äldste sekundchef eller regementschef inom garnisonen utnämndes till kommendant. Och adjutantsbefattningen sköttes i fortsättningen av en kommenderad officer. Överkommendant och befälhavande överadjutanten för kommendant för Stockholms garnison kom den 1 oktober 1938 att ersättas av Överkommendantskapet. Överkommendantskapet bestod av fyra officerare överkommendanten, tillförordnade kommendant, adjutant och expeditionsunderofficer. Kommendantskapet kom dock att återinföras 1942. Sedan 30 november 2018 utses rollen som överkommendant av ÖB och rollen som kommendant har sedan 2018 chefen för Mellersta militärregionen (MR M).
| 1917 År 1917 ingick följande enheter. Är dessutom förläggningsort för ett stort antal staber, militära inspektioner m.m. och för "Stockholms station af kungliga flottan".: - Svea livgarde - Göta livgarde - Livgardet till häst - Livregementets dragoner - Svea artilleriregemente - Positionsartilleriregementet - Svea ingenjörkår - Fälttelegrafkåren och - Intendenturkompaniet i Stockholm. | 1946 År 1946 ingick följande enheter: - Stockholm - Livregementet till häst (K 1) - Stockholms luftvärnsregemente (Lv 3) (snart därefter flyttat till Norrtälje) - Första tygkompaniet (Tyg 1) - Stockholms örlogsstation (ÖSS) - Solna - Svea livgarde (I 1) (delar) - Svea ingenjörkår (Ing 1) - Signalregementet (S 1) - Första intendenturkompaniet (Int 1) - Krigsskolan (KS) - Övriga platser - Svea artilleriregemente (A 1) (Spånga och Stockholm) - Svea flygflottilj (F 8) (Järfälla) - Roslagens flygflottilj (F 2) (Täby) - Sjökrigsskolan (KSS) (Täby) - Södertörns flygflottilj (F 18) (Tullinge) |

| 1971 - Stockholm - Livgardesskvadronen (K 1) - Solna - Krigsskolan (KS) - Täby - Roslagens flygkår (F 2) - Sjökrigsskolan (KSS) - Järfälla - Svea flygkår (F 8), Barkarby. - Botkyrka - Södertörns flygflottilj (F 18), Tullinge - Vaxholm - Vaxholms kustartilleriregemente (KA 1) - Haninge - Marinbas Ost (ÖrlB O), Muskö. - Upplands-Bro - Svea livgarde (I 1), Kungsängen. | 1991 - Upplands-Bro - Svea livgarde (I 1), Kungsängen. - Vaxholm - Vaxholms kustartilleriregemente (KA 1) - Haninge - Marinbas Ost (ÖrlB O), Muskö. - Solna - Militärhögskolan Karlberg (MHS K) - Täby - Kustartilleriets Stridsskola (KAS) |

## Järfälla

### Barkarby

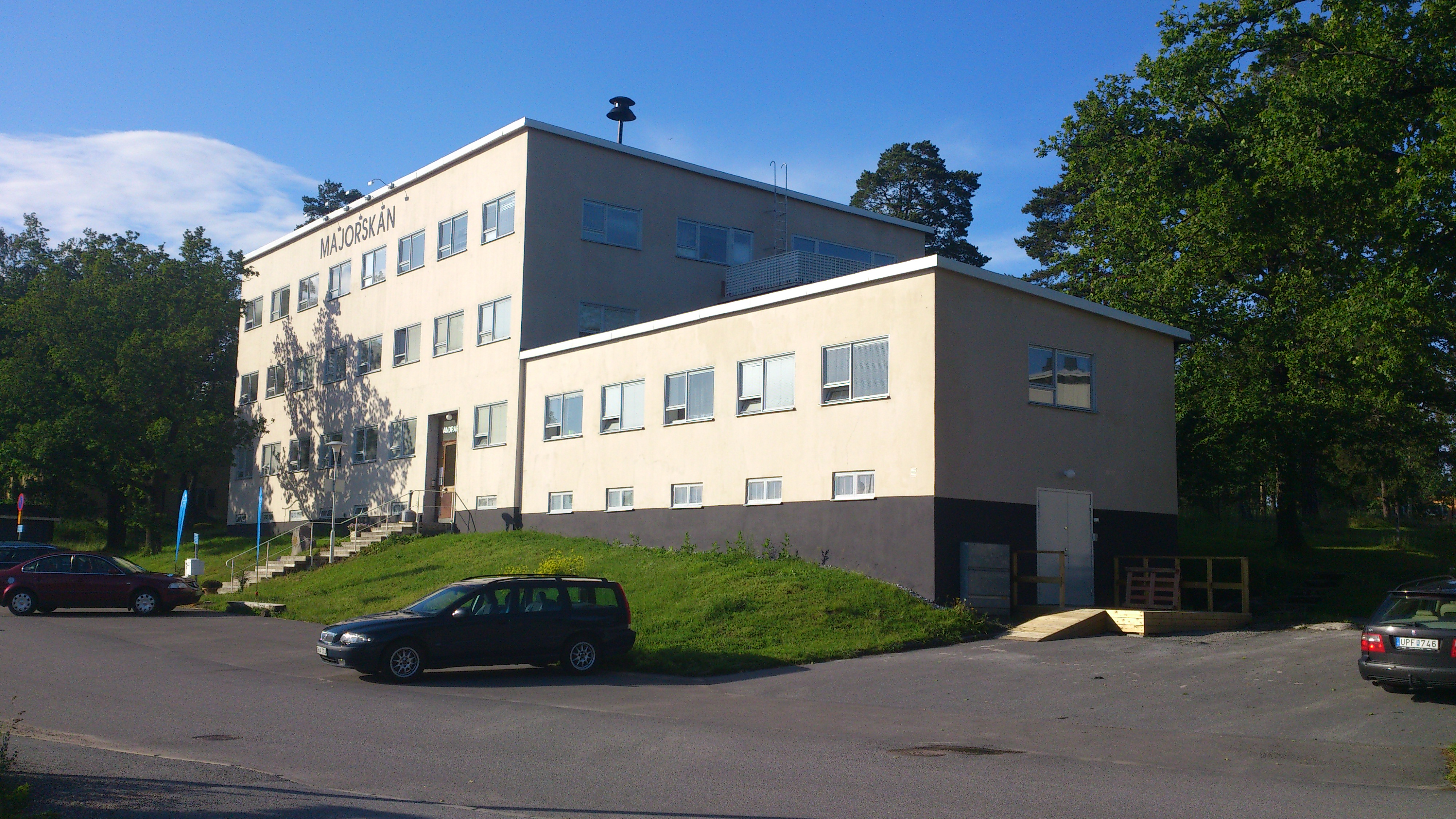
Kanslihuset vid Barkarby.

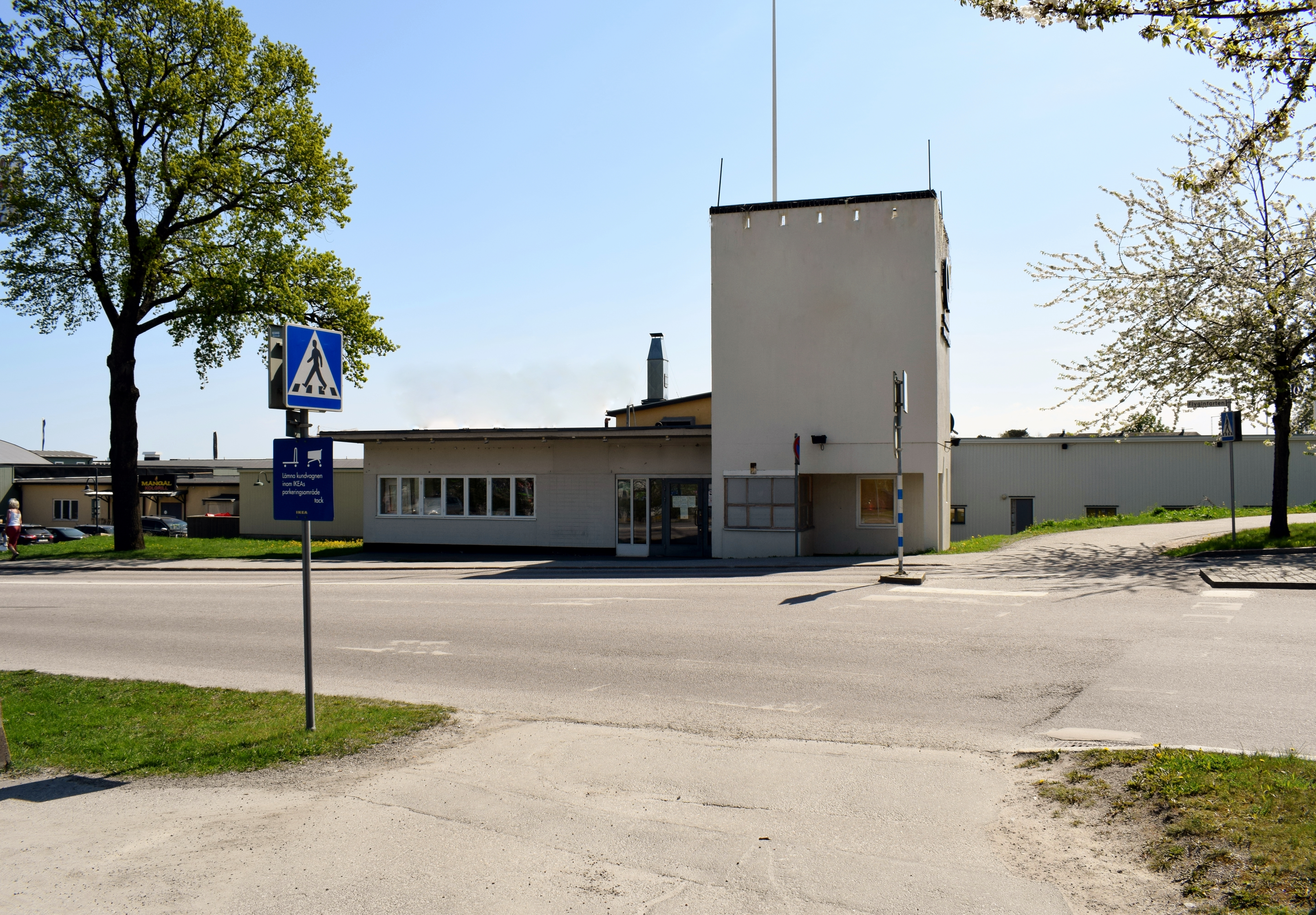
Vaktkasernen vid Barkarby.

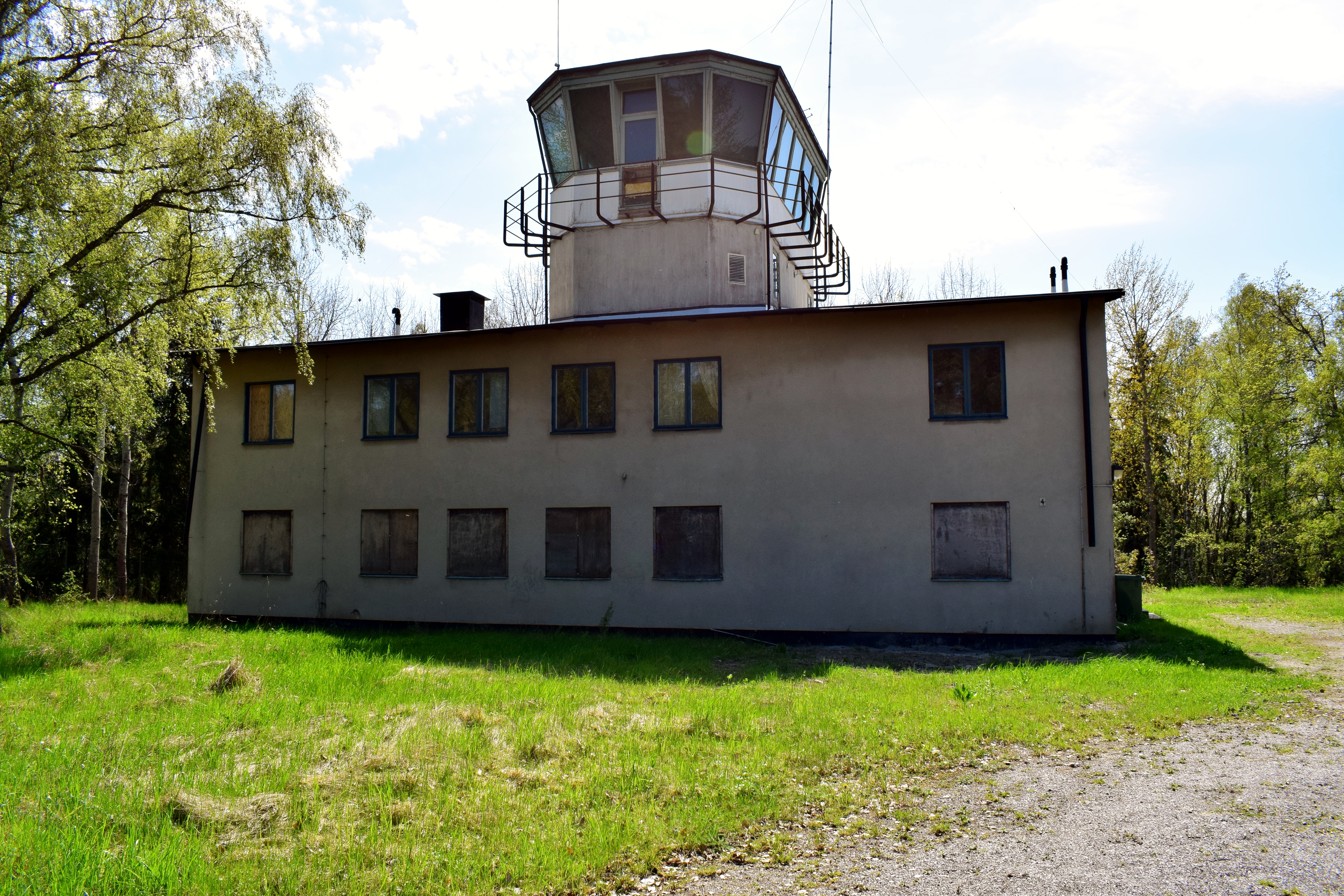
Trafikledartornet vid Barkarby.

Barkarby flygplats anlades 1936 på platsen där Håga byplats från 1500-talet tidigare låg. Håga var ursprungligen en by på fyra frälsegårdar i nuvarande Barkarby i Järfälla socken. På byns gamla plats, som låg cirka 600 meter sydväst om Hägerstalunds gård, en tidigare frälsegård i Hansta i Spånga socken, fanns då inga byggnader från Håga by kvar. Håga by låg ungefär lika långt nordnordost om den punkt, där Norrviksvägen skär Säbyån. Start- och landningsbanan förlängdes nästan tjugo år senare, 1954 och den stora betongbelagda banan drogs rakt över delar av Håga gamla byplats. Redan 1954 utplånades således det mesta av de då kvarvarande lämningarna av Håga by.
Vid försvarsbeslutet 1936 togs beslutet att sätta upp flera nya flygflottiljer. Flygfältet vid Barkarby var en given kandidat med sin redan militära användning och genom trafikflygets flytt till Bromma frigjorda kapacitet. Beslut togs om en jaktflottilj för försvaret av luftrummet över Stockholm. Byggnader för flottiljen uppfördes under 1937 och Svea flygflottilj (F 8) detachementet på Västmanlands flygflottilj (F 1) flyttade över till fältet 1 oktober 1938. Åren 1938–1962 var flottiljens namn Svea flygflottilj och från 1962 till och med nedläggningen av den militära verksamheten 1974 Svea flygkår.
Stabens flygavdelning var då den fanns som separat enhet förlagd vid fjärde kompaniet. Då de flesta piloterna som flög på stabens flygavdelning var äldre officerare och de enda som använde gräsbanan som då fanns framför hangaren, blev detta stråk ofta kallat "Gubbängen" av flottiljens övriga piloter. Efter flottiljens nedläggning använde Rikspolisstyrelsen (RPS), fjärde kompaniets hangar i flera år för sina helikoptrar. Helt militär var dock inte verksamheten ens under denna epok.
Inför 1968 års försvarsbeslutet föreslog regeringen att två flygflottiljer och en flygkår skulle avvecklas, Roslagens flygkår (F 2), Göta flygflottilj (F 9) och Södertörns flygflottilj (F 18). Dock så ville regeringen invänta Försvarets fredsorganisationsutredning (FFU) utredning, gällande organisationen av Flygvapnets förband inom Stockholmsområdet, innan ett beslut om en avveckling av flottiljadministrationen i Tullinge. Dock så föreslog regeringen att flottiljens flygande divisioner och baskompanier skulle avvecklas. År 1970 föreslog regeringen, efter förslag från Försvarets fredsorganisationsutredning, att de tre flygförbanden Roslagens flygkår (F 2) i Hägernäs, Svea flygkår (F 8) i Barkarby och Södertörns flygflottilj (F 18) i Tullinge skulle avvecklas. De ingående truppslagsskolorna vid Roslagens flygkår och Svea flygkår föreslogs inordnas i det föreslagna nya skolförbandet Flygvapnets Södertörnsskolor (F 18) i Tullinge. Det nya förbandet skulle i huvudsak utbilda flygvapnets markpersonal i stridslednings- och luftbevakningstjänst. År 1974 bildades Flygvapnets Södertörnsskolor och denna omorganisation blev starten för Flygvapnets Stockholmskarusell, där både personal och skolenheter från både Hägernäs och Barkarby flyttades till Tullinge, medan flygförare i Tullinge i viss mån omplacerades till andra jaktflottiljer. Även om flygverksamheten reducerades avsevärt i Barkarby, så valde Flygvapnet att behålla Barkarby som krigsflygbas fram till 1994. Efter att Svea flygkår avvecklades övertogs flottiljområdet Arméingenjörkadettskolan (AingKadS ) samt Arméns tekniska skola (ATS). Arméns tekniska skola blev det sista förbandet på området, då det 1984 omlokaliserades till Östersunds garnison. År 1987 såldes området till Järfälla kommun och har omvandlats till en handelsplats samt sedan 2010 även Barkarbystaden.
Militär verksamhet
| Förbandskod | Förbandsnamn             | Aktivt    | Kommentar                                                                                   |
| ----------- | ------------------------ | --------- | ------------------------------------------------------------------------------------------- |
| F 8         | Svea flygflottilj        | 1938–1962 | Omorganiserades till flygkår i samband med försvarsbeslutet 1958                            |
| F 8         | Svea flygkår             | 1962–1974 | Avvecklades i samband med Försvarsbeslutet 1972                                             |
| AingKadS    | Arméingenjörkadettskolan | 1979–1983 | Omlokaliserades 1979 från Rissne, Sundbyberg. Uppgick 1983 i ATS                            |
| ATS         | Arméns tekniska skola    | 1979–1984 | Omlokaliserades 1979 från Rissne, Sundbyberg Omlokaliserades 1984 till Östersunds garnison. |

## Sigtuna

### Rosersberg

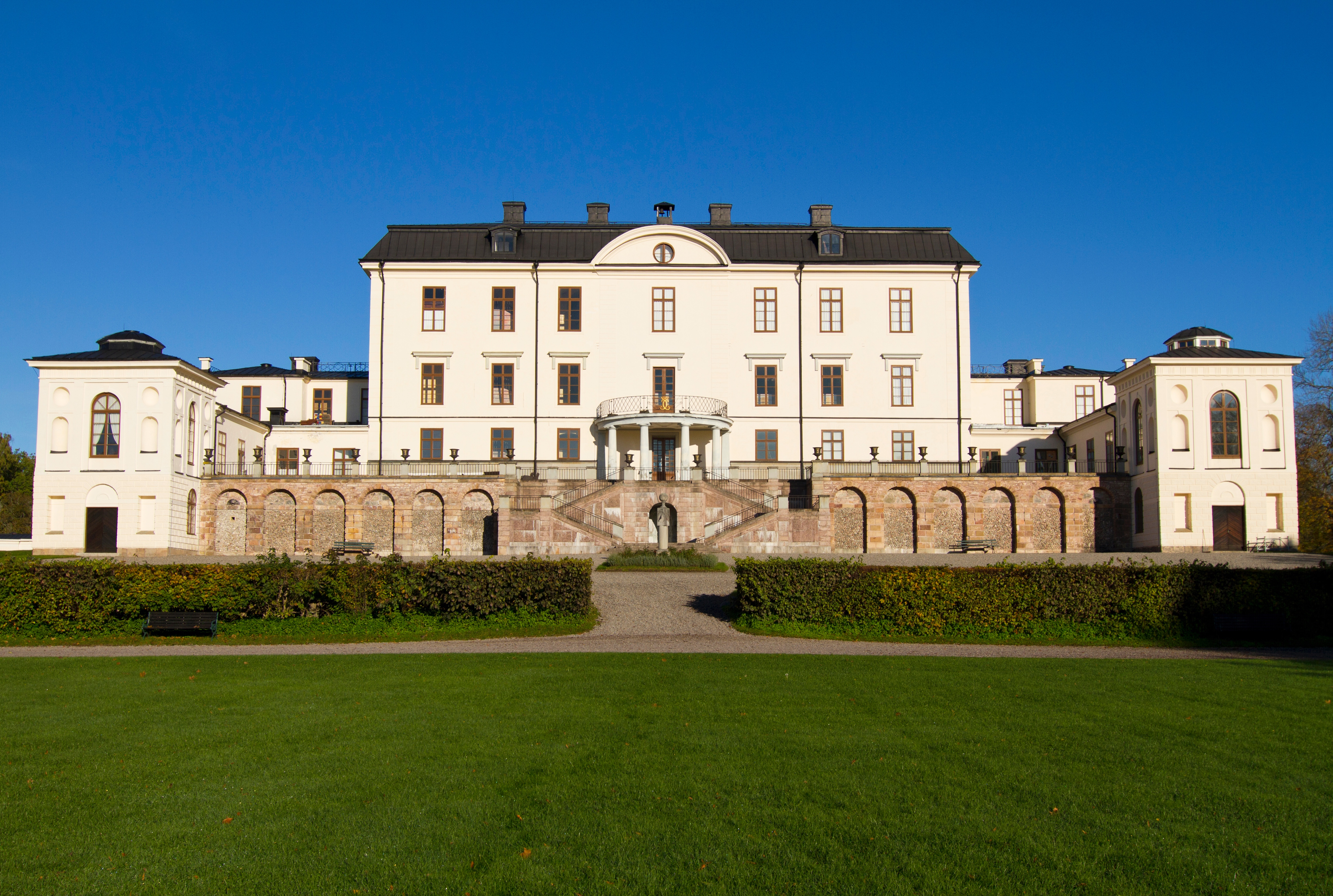
Rosersbergs slott.

Vid Rosersberg var till en början Infanteriets skjutskola (InfSS) förlagd. Slottet i sig uppfördes mellan åren 1634–1638 av riksskattemästaren Gabriel Bengtsson Oxenstierna. Utöver slottet disponerade Infanteriets skjutskola ett 20-tal byggnader, vilka uppfördes 1884. År 1961 lämnade Försvarsmakten området, då skolverksamheten flyttades till Prästtomta skjutfält. Skolområdet lämnades och övertogs av Civilförsvarsstyrelsen, större delen av övningsområdet bibehölls dock av försvaret. År 2000 flyttades Försvarsmaktens hundtjänstenhet till Boteleudd, som ligger i nordvästra delen av övningsfältet. Och sedan 2009 används det före detta skolområdet av Myndigheten för samhällsskydd och beredskap. 
Militär verksamhet
| Förbandskod | Förbandsnamn                    | Aktivt    | Kommentar                                              |
| ----------- | ------------------------------- | --------- | ------------------------------------------------------ |
| InfSS       | Infanteriets skjutskola         | 1855–1961 | Omlokaliserades 1961 till Linköpings garnison.         |
| IOS         | Infanteriofficersskolan         | 1944–1961 | Omlokaliserades 1961 till Kvarn (Prästtomta skjutfält) |
| KOS         | Kavalleriofficersskolan         | 1944–1961 | Omlokaliserades 1961 till Kvarn (Prästtomta skjutfält) |
| FHTE        | Försvarsmaktens hundtjänstenhet | 2000–     |                                                        |

## Solna

### Bagartorp

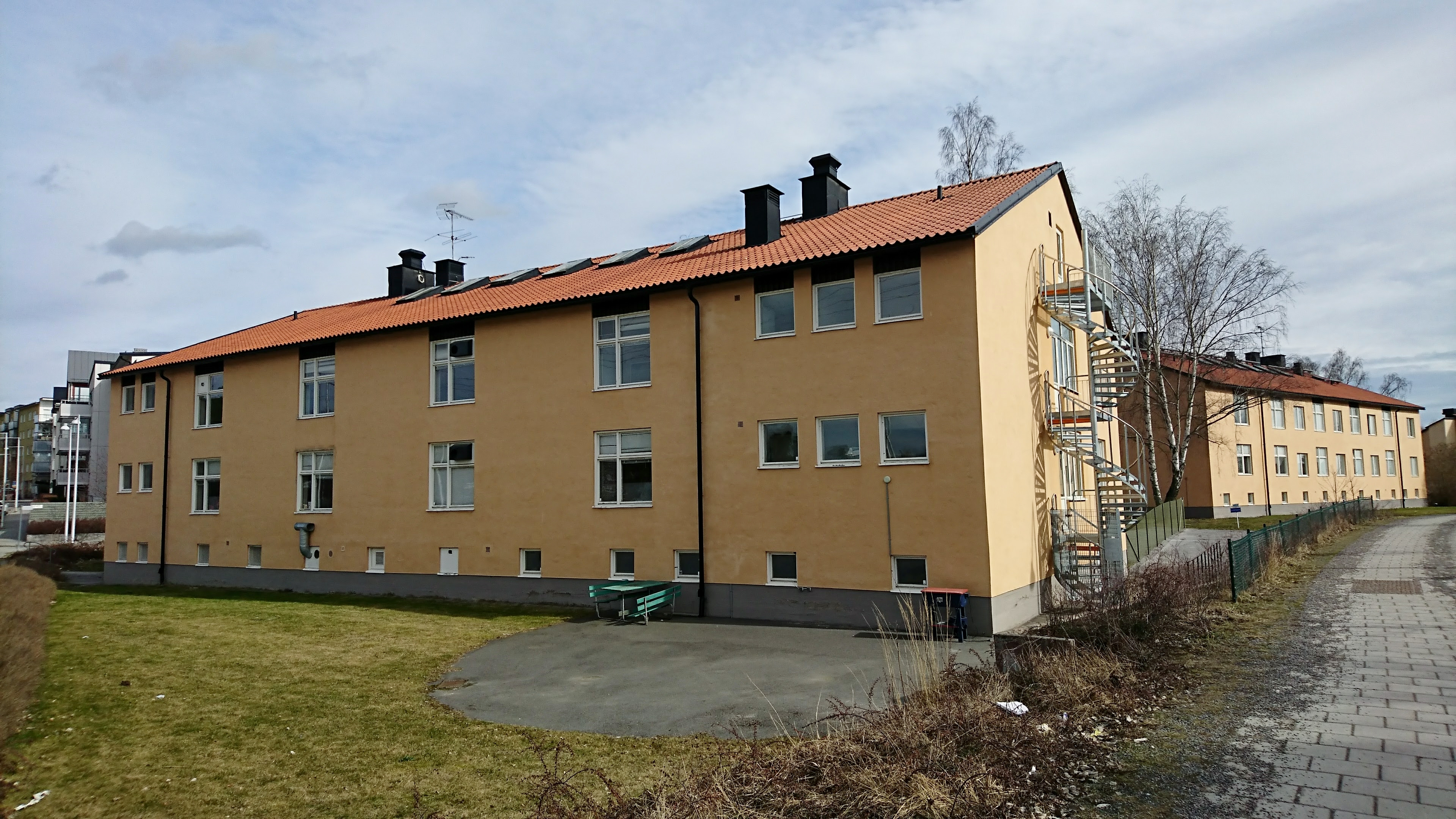
Kaserner i Bagartorp

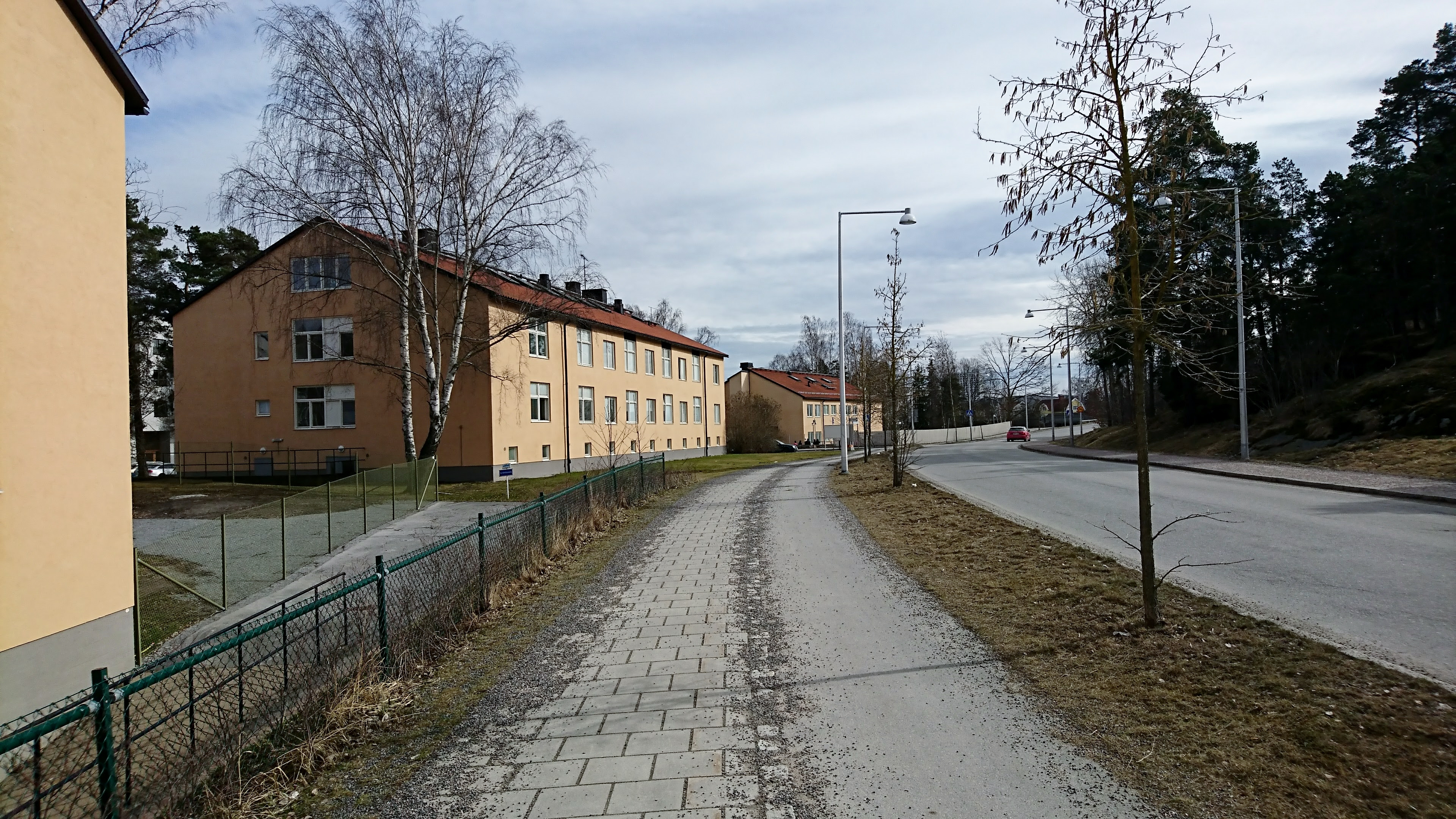
Kaserner i Bagartorp

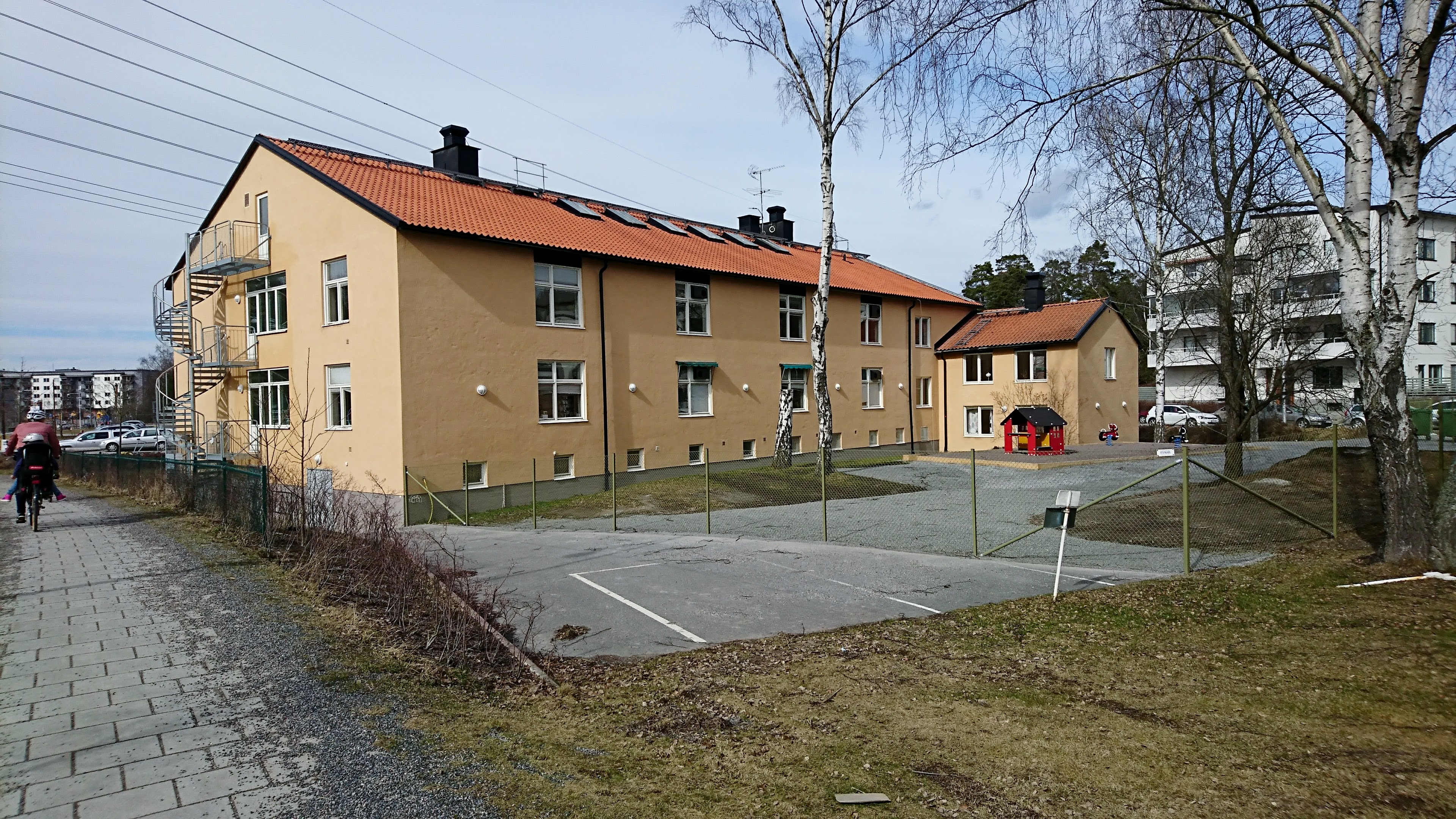
Kaserner i Bagartorp

År 1944 uppfördes ett området i Bagartorp, Solna. Etablissementet uppfördes efter 1940 års militära byggnadsutrednings typritningar, och omfattade ett 20-tal byggnader. De sista militära förbanden flyttade ifrån området 1970, detta i samband med den så kallade Mälarkarusellen. År 1994 lämnades området, då Mellersta värnpliktskontoret omlokaliserades till Näsby slott i Täby. Området överfördes 1992 till Byggnadsstyrelsen.
Militär verksamhet
| Förbandskod | Förbandsnamn                          | Aktivt    | Kommentar                                                                                   |
| ----------- | ------------------------------------- | --------- | ------------------------------------------------------------------------------------------- |
|             | Arméns intendenturförråd i Stockholm  | 1942–1946 |                                                                                             |
| Int 1       | Första intendenturkompaniet           | 1944–1949 | Avvecklades 1949                                                                            |
| IntKS       | Intendenturtruppernas kadettskola     | 1946–1949 | Avvecklades 1949                                                                            |
| InfKAS      | Infanteriets kadettskola              | 1949–1961 | Omlokaliserades 1962 till Halmstads garnison.                                               |
| AingKS      | Arméingenjörkadettskolan              | 1953–1958 | Omlokaliserades 1952 från Linköpings garnison Omlokaliserades 1958 till Rissne, Sundbyberg. |
|             | Arméns musikunderofficersutbildning   | 1961–1970 |                                                                                             |
| AIOS        | Artilleri- och ingenjörofficersskolan | 1964–1970 | Omlokaliserades 1970 till Fredrikshovs slott.                                               |
| CVB         | Centrala värnpliktsbyrån              | 1964–1968 |                                                                                             |
| VPV         | Värnpliktsverket                      | 1968–1976 | Omlokaliserades 1976 till Karlstad.                                                         |
| ICÖ         | Östra inskrivningscentralen           | 1969–1976 | Omorganiserades 1976 till Östra värnpliktskontoret.                                         |
| VKÖ         | Östra värnpliktskontoret              | 1976–1991 | Uppgick 1 juli 1991 i Mellersta värnpliktskontoret.                                         |
| VKM         | Värnpliktskontoret för Marinen        | 1981–1991 | Uppgick 1 juli 1991 i Mellersta värnpliktskontoret.                                         |
| VKM         | Mellersta värnpliktskontoret          | 1991–1994 | Omlokaliserades 1994 till Näsby slott i Täby.                                               |

### Bergshamra
Den 27 juni 2022 meddelade Fortifikationsverket att man utökar fastighetsbeståndet i Stockholmsområdet, det genom att man köpte fastigheten Skogskarlen 3 i Bergshamra för 400 miljoner kronor med tillträdde den 30 september 2022. Fastigheten är på cirka 10.000 kvadratmeter och är planerad att inrymma Nationellt cybersäkerhetscenter.

### Frösundavik

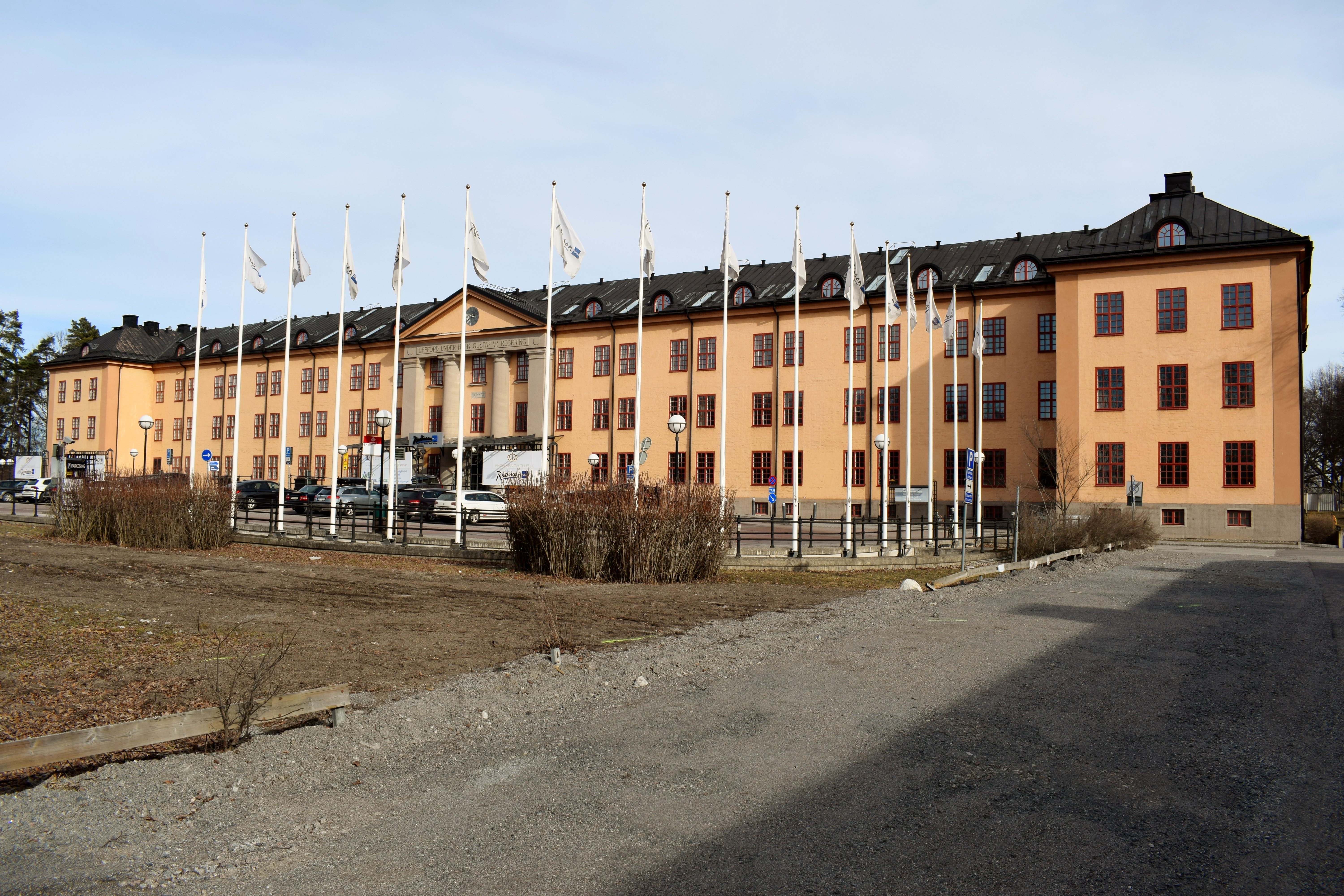
Frösundavik.

År 1922 uppfördes ett etablissemang för ingenjörtrupperna i Frösundavik.  Etablissemanget uppfördes efter 1914 års härordnings byggnadsprogram och efter Fortifikationens typritningar av Erik Josephson från 1901. Totalt uppfördes ett 50-tal byggnader på kasernområdet samt på det angränsade övnings- och förrådsområdet utmed Brunnsviken. Då Svea ingenjörregemente genom mälarkarusellen omlokaliserades 1970 till Almnäs garnison, ersattes den militära närvaron med Intendenturförvaltningsskolan samt Försvarets materielverk. År 1985 lämnades området, och såldes till Solna kommun. Idag återfinns bland annat SAS huvudkontor på området, samt två statliga byggnadsminnen: Frösundavik - en herrgårdsbyggnad uppförd 1809 i empirestil samt Annelund – Pehr Henrik Lings bostad.
Militär verksamhet
| Förbandskod | Förbandsnamn                                 | Aktivt    | Kommentar                                                                               |
| ----------- | -------------------------------------------- | --------- | --------------------------------------------------------------------------------------- |
| Ing 1       | Svea ingenjörkår                             | 1922–1957 | Utökar förläggning 1957 till Lilla Frösunda, Solna.                                     |
| Ing 1       | Svea ingenjörregemente                       | 1957–1970 | Omlokaliserades 1970 till Almnäs garnison                                               |
| IngOAS      | Ingenjörtruppernas officersaspirantskola     | 1927–1945 | Omorganiserad 1945 till IngKS.                                                          |
| IngKS       | Ingenjörtruppernas kadettskola               | 1945–1962 | Omorganiserad 1962 till IngKAS.                                                         |
| IngKAS      | Ingenjörtruppernas kadett- och aspirantskola | 1962–1970 | Omlokaliserades 1970 till Almnäs garnison.                                              |
| IngS        | Ingenjörtruppskolan                          | 1948–1952 | Omlokaliserades 1948 från Ing 2, Eksjö. Omorganiserad 1952 till Arméns fältarbetsskola. |
| FältarbS    | Arméns fältarbetsskola                       | 1952–1970 | Omlokaliserades 1970 till Almnäs garnison.                                              |
| IntS        | Intendenturförvaltningsskolan                | 1970–1977 | Omorganiserad 1984 till Försvarets förvaltningsskola                                    |
| FörvS       | Försvarets förvaltningsskola                 | 1977–1984 | Omlokaliserades 1984 till Karlstads garnison och Östersunds garnison                    |
| FMV         | Försvarets materielverk                      | 1970–1985 |                                                                                         |

### Karlbergs slott

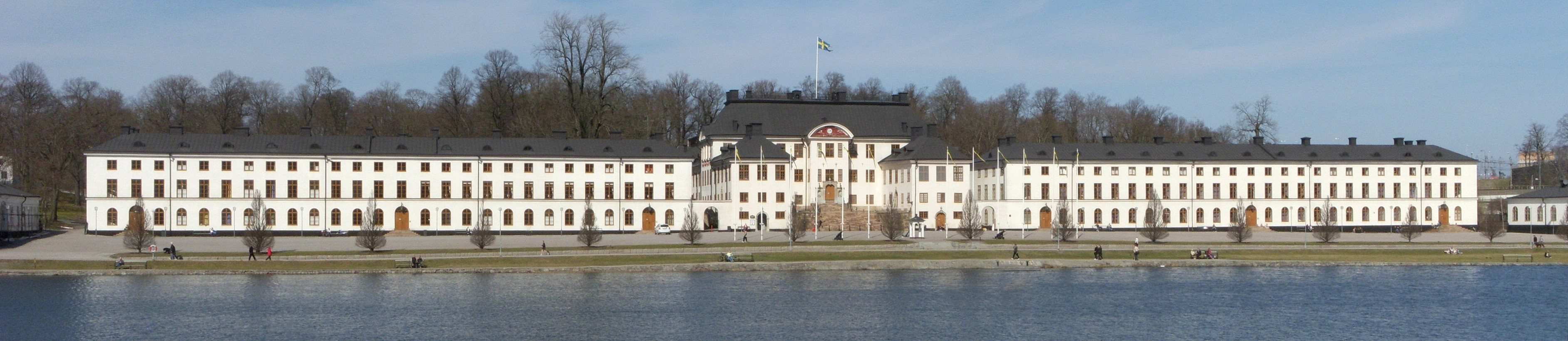
Karlbergs slott.

Efter att Gustav III bildade Kungliga Krigsakademin har slottet sedan 1792 varit plats för utbildning av officerare. Vilket gör den till världens näst äldsta krigsakademi på samma plats och i samma byggnad, efter Theresianska militärakademien i Wiener Neustadt. Området omfattas idag av ett 30-tal byggnader som disponeras av Militärhögskolan Karlberg. Den 24 maj 2022 meddelade Fortifikationsverket att man köper fastigheten Nytomta 3 från JM AB, vilken ligger i direkt anslutning till Karlberg. På fastigheten är en kontorsbyggnad om cirka 20 000 kvm under uppförande, vilken ursprungligen var planerad som nytt huvudkontor till byggentreprenören JM. Byggnaden ska enligt plan vara färdigställd första kvartalet 2025 och i samband med det får Fortifikationsverket tillträde till fastigheten.
Militär verksamhet
| Förbandskod | Förbandsnamn                                    | Aktivt    | Kommentar                                     |
| ----------- | ----------------------------------------------- | --------- | --------------------------------------------- |
|             | Krigsakademin                                   | 1792–1866 |                                               |
|             | Sjökrigsskolan                                  | 1794–1868 |                                               |
| KS          | Krigsskolan                                     | 1866–1983 |                                               |
| KS/AKHS     | Krigsskolan med Arméns krigshögskola            | 1983–1999 |                                               |
| MHS K       | Militärhögskolan Karlberg                       | 1999–     |                                               |
| InfKS       | Infanteriets kadettskola                        | 1942–1949 |                                               |
| GIS         | Gymnastik- och idrottsskolan                    | 1936–1957 |                                               |
| GIS         | Arméns gymnastik- och idrottsskola              | 1957–1994 |                                               |
| AIC         | Arméns idrottscentrum                           | 1994–1997 |                                               |
| FMIÖS       | Försvarsmaktens idrotts- och överlevnadscentrum | 1997–1998 |                                               |
| FMLIC       | Försvarsmaktens ledarskaps- och idrottscentrum  | 1999–2000 |                                               |
| FMIF        | Försvarsmaktens idrotts- och friskvårdsenhet    | 2000–     |                                               |
| FsjvHS      | Försvarets sjukvårdshögskola                    | 1986–1994 | Omlokaliserades 1986–1987 från Lilla Frösunda |

### Lilla Frösunda

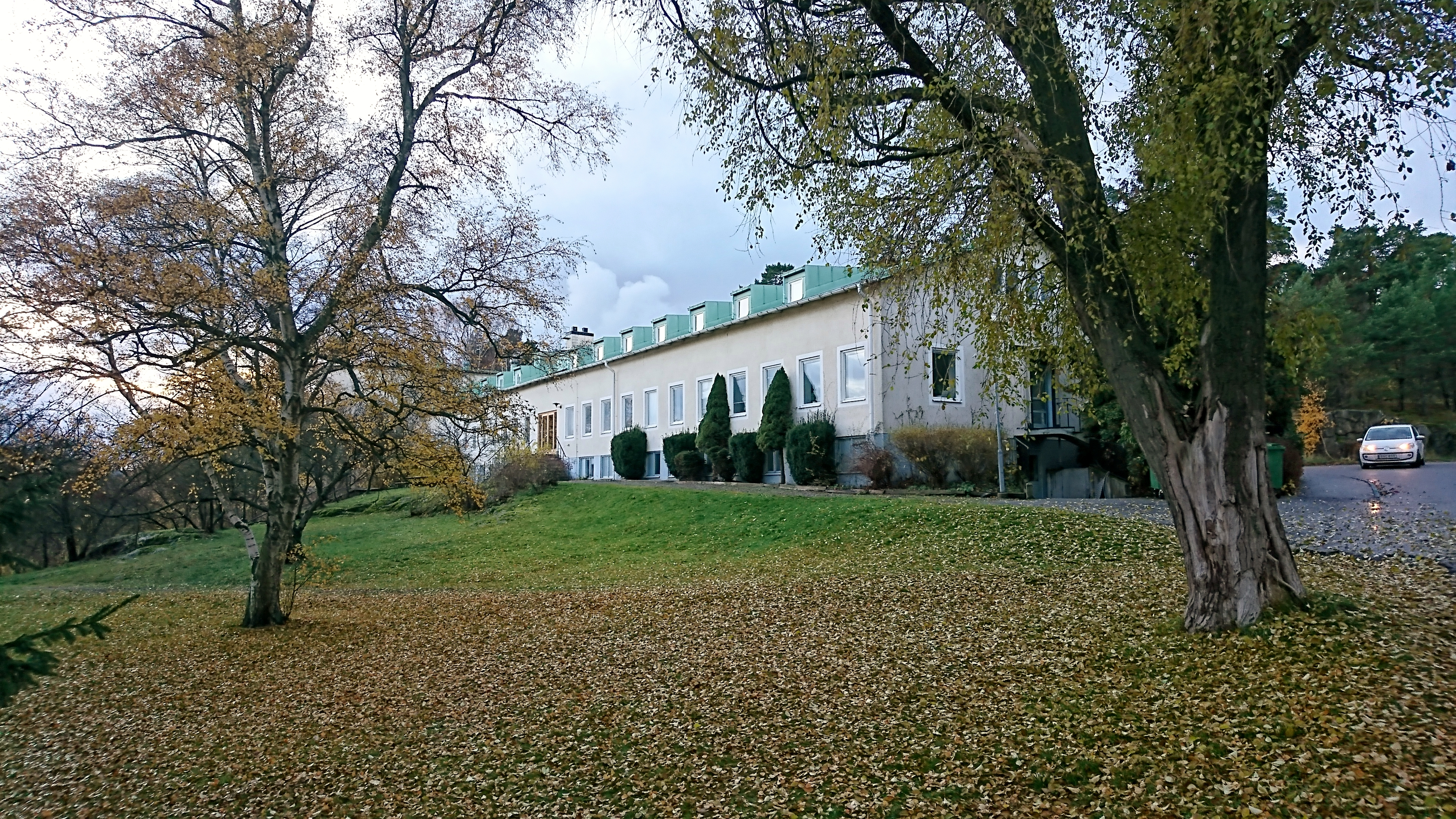
Före detta kanslihus vid Lilla Frösunda

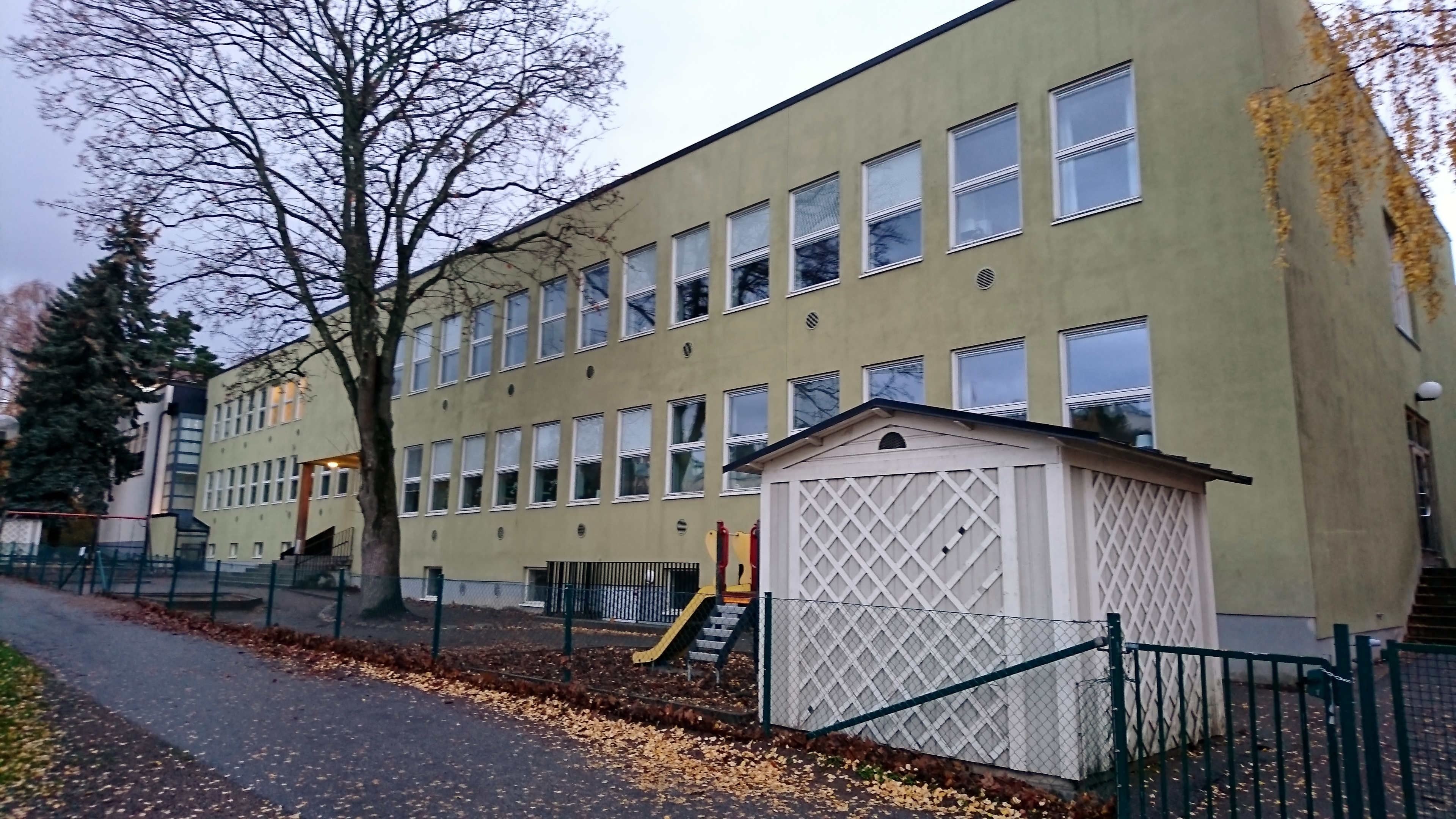
Före detta skolhus vid Lilla Frösunda

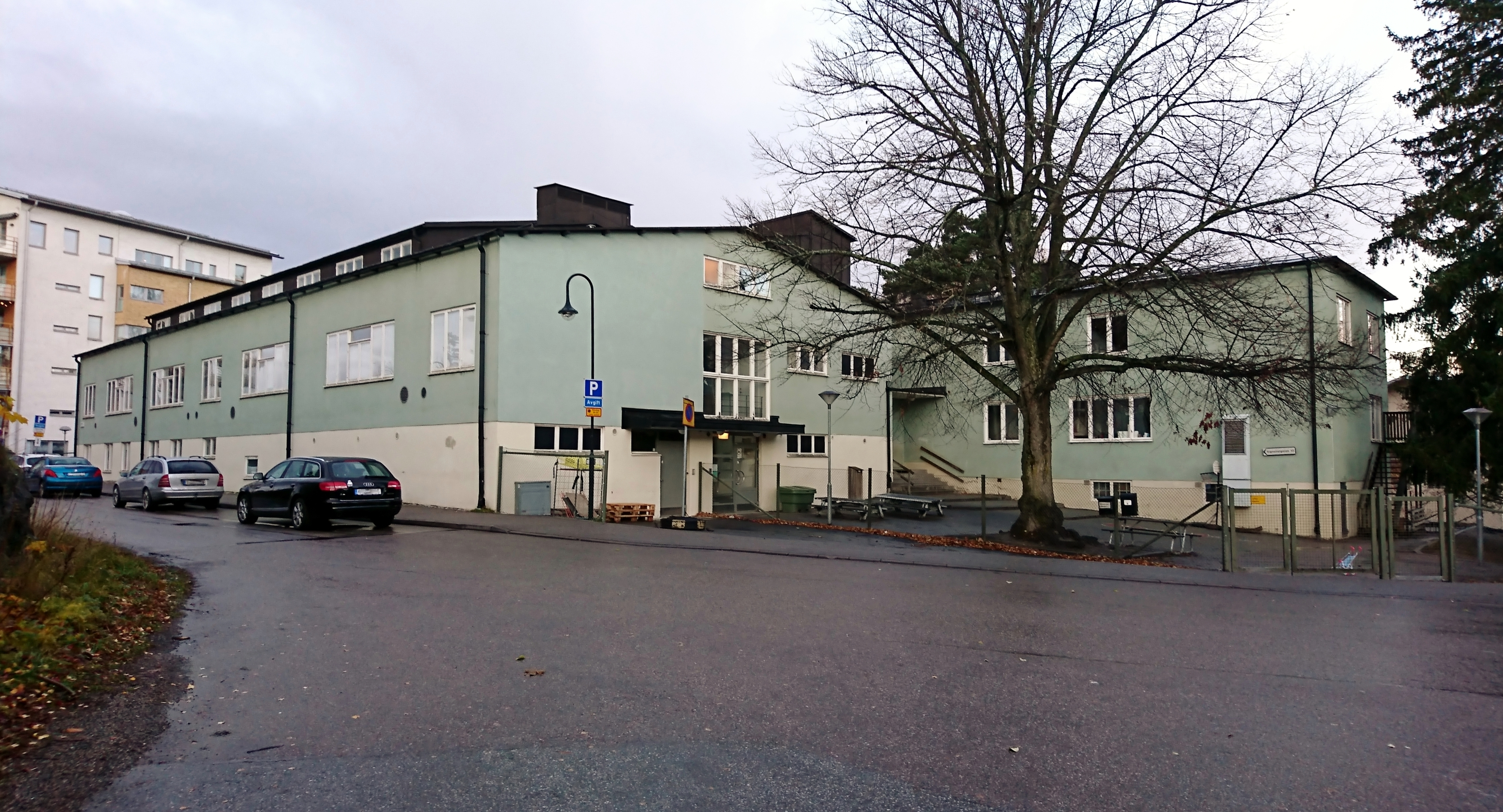
Före detta logementsbyggnad vid Lilla Frösunda

Redan innan kasernetablissemanget uppfördes vid Lilla Frösunda användes området av Fälttelegrafkåren (föregångare till S 1) för ballongövningar. Området kom att bebyggas med början år 1940 med små en- och tvåvåningsbyggnader, utplacerade efter de olika terrängförhållandena på området. Anledningen till en- och tvåvåningsbyggnader när man i regel tidigare uppfört ståtliga tre- och fyravåningsbyggnader var att det skulle likna civil bebyggelse från luften och på så sätt försvåra luftangrepp. Totalt uppfördes ett 40-tal byggnader inom området. Förbanden som låg inom området drogs 1958 in i den så kallade Mälarkarusellen, genom att S 1 omlokaliserades till Uppsala garnison och Ing 1 vilka låg granne med S 1 övertog och utökade sitt området. 1970 var det Ing 1:s tur att flytta genom den så kallade Mälarkarusellen, då till Södertälje. Kvar blev endast Signaltruppskolan och som ersättning till Solna för det förlorade förbandet tillkom Tygförvaltarskolan och Försvarets sjukvårdshögskola. Tygförvaltarskolan försvann från området 1977, medan Försvarets sjukvårdshögskola blev kvar fram till och med januari 1987. Efter att Försvarets sjukvårdshögskola omlokaliserades till Karlbergs slott och Signaltruppskolan till Enköpings garnison, såldes området 1988 till Solna kommun.
Militär verksamhet
| Förbandskod | Förbandsnamn                                 | Aktivt    | Kommentar                                          |
| ----------- | -------------------------------------------- | --------- | -------------------------------------------------- |
| S 1         | Fälttelegrafkåren                            | 1909–1937 | Namnbyte 1937 till Signalregementet i Stockholm    |
| S 1         | Signalregementet i Stockholm                 | 1937–1957 | Omlokaliserades 1957 till Uppsala garnison         |
| Ing 1       | Svea ingenjörregemente                       | 1957–1970 | Omlokaliserades 1970 till Almnäs garnison          |
| SignS       | Arméns signalskola                           | 1942–1957 | Omlokaliserades 1957 till Uppsala garnison         |
| IngKAS      | Ingenjörtruppernas kadett- och aspirantskola | 1969–1970 | Omlokaliserades 1970 till Almnäs garnison          |
| TygS        | Tygförvaltningsskolan                        | 1970–1977 | Detachement till skolan.                           |
| MedfackS    | Arméns medicinalfackskola                    | 1970–1976 | Namnändrat 1977 till Medicinalfackskolan.          |
| MedfackS    | Medicinalfackskolan                          | 1977–1986 | Namnändrat 1986 till Försvarets sjukvårdshögskola. |
| FSjvHS      | Försvarets sjukvårdshögskola                 | 1986–1987 | Omlokaliserades till Karlbergs slott, Solna.       |

### Sörentorp

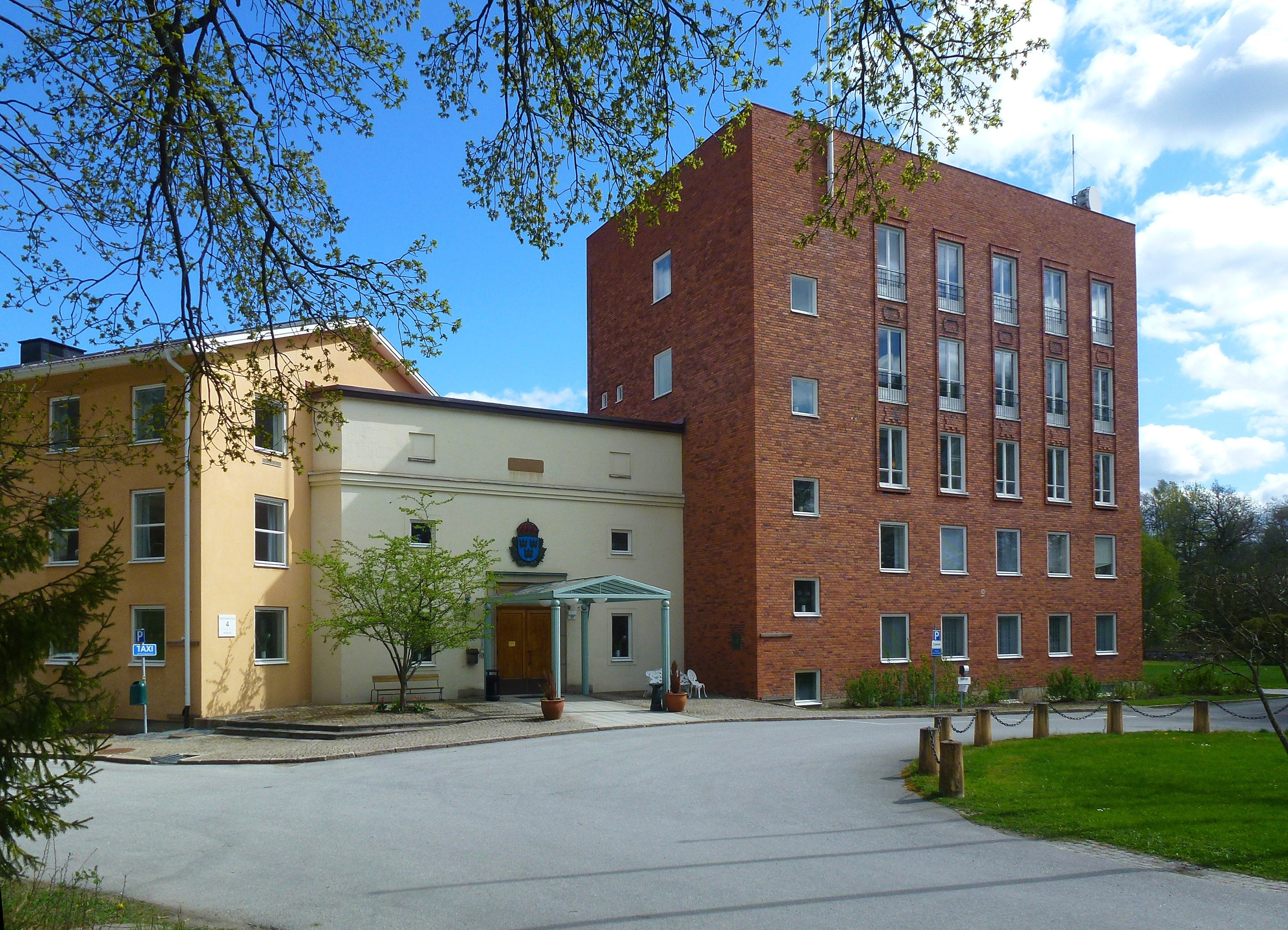
Före detta kanslihus vid Sörentorp

Under 1940-talet beslutades att Svea livgarde skulle flyttas ut från Linnégatan. Dess nya område blev Sörentorp i Solna. Byggnationen av området påbörjades 1947 och frångick den standard som satts 1940. Kasernerna som ritades av Bertil Karlén är planlagda enligt blocksystemet, vilket var något man sluta att tillämpa i slutet 1800-talet. Totalt uppfördes ett 60-tal byggnader vilka ligger utspridda i ett skogsområde för att likna ett villaområde och försvåra ett luftangrepp. I samband med Mälarkarusellen omlokaliserades Svea livgarde till Kungsängen 1970. Samma år övertog Polishögskolan området.
Militär verksamhet
| Förbandskod | Förbandsnamn  | Aktivt    | Kommentar                           |
| ----------- | ------------- | --------- | ----------------------------------- |
| I 1         | Svea livgarde | 1946–1970 | 1970 omlokaliserat till Kungsängen. |

## Stockholm

### Banergatan 62-64

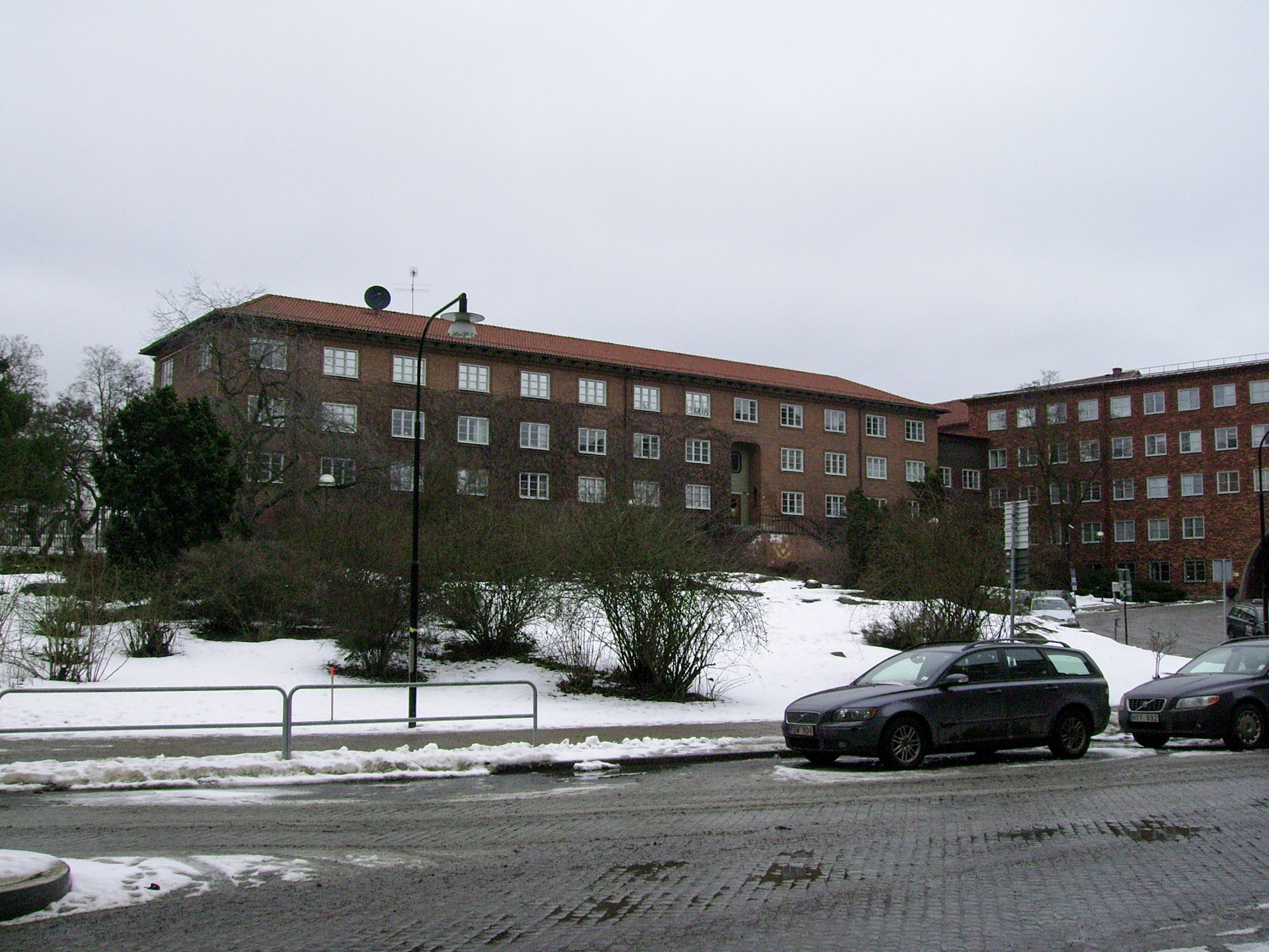
Banergatan 62-64.

Etablissemanget på Banérgatan påbörjades att byggas 1943 och stod klart 1948 och kom att kallas Tre Vapen. Etablissemanget består av sammanhållna byggnadskroppar som i sig är förenade med varandra genom arkader. De fyra till sju våningar höga husen är murade i rött fasadtegel och utformades av Cyrillus Johansson. Entrén från Banérgatan är byggd i ett valv med som återspeglar en stark monumentalitet. Intill Tre vapen ligger Krigsarkivets byggnad vilken är sammanbyggd med Tre vapen. Även denna har en fasad i rött fasadtegel. 1992 överfördes byggnaderna till Kungliga Byggnadsstyrelsen. 
Militär verksamhet
| Förbandskod | Förbandsnamn                 | Aktivt    | Kommentar                                         |
| ----------- | ---------------------------- | --------- | ------------------------------------------------- |
| FS          | Flygstaben                   | 1943–1981 | Omlokaliserades 1981 till Lidingövägen, Stockholm |
|             | Flygförvaltningen            | 1943–1968 |                                                   |
| MS          | Marinstaben                  | 1943–1981 | Omlokaliserades 1981 till Lidingövägen, Stockholm |
|             | Marinförvaltningen           | 1943–1968 |                                                   |
| KAF         | Arméförvaltningen            | 1944–1954 |                                                   |
| KrA         | Krigsarkivet                 | 1947–2021 | Omlokaliserades 2021 till Arninge, Täby kommun    |
| KATF        | Armétygförvaltningen         | 1954–1968 | Namnändrades till Arméförvaltningen 1964          |
| KAIF        | Arméintendenturförvaltningen | 1954–1963 |                                                   |
| FMV         | Försvarets materielverk      | 1968–     |                                                   |

### Fredrikshovs slott

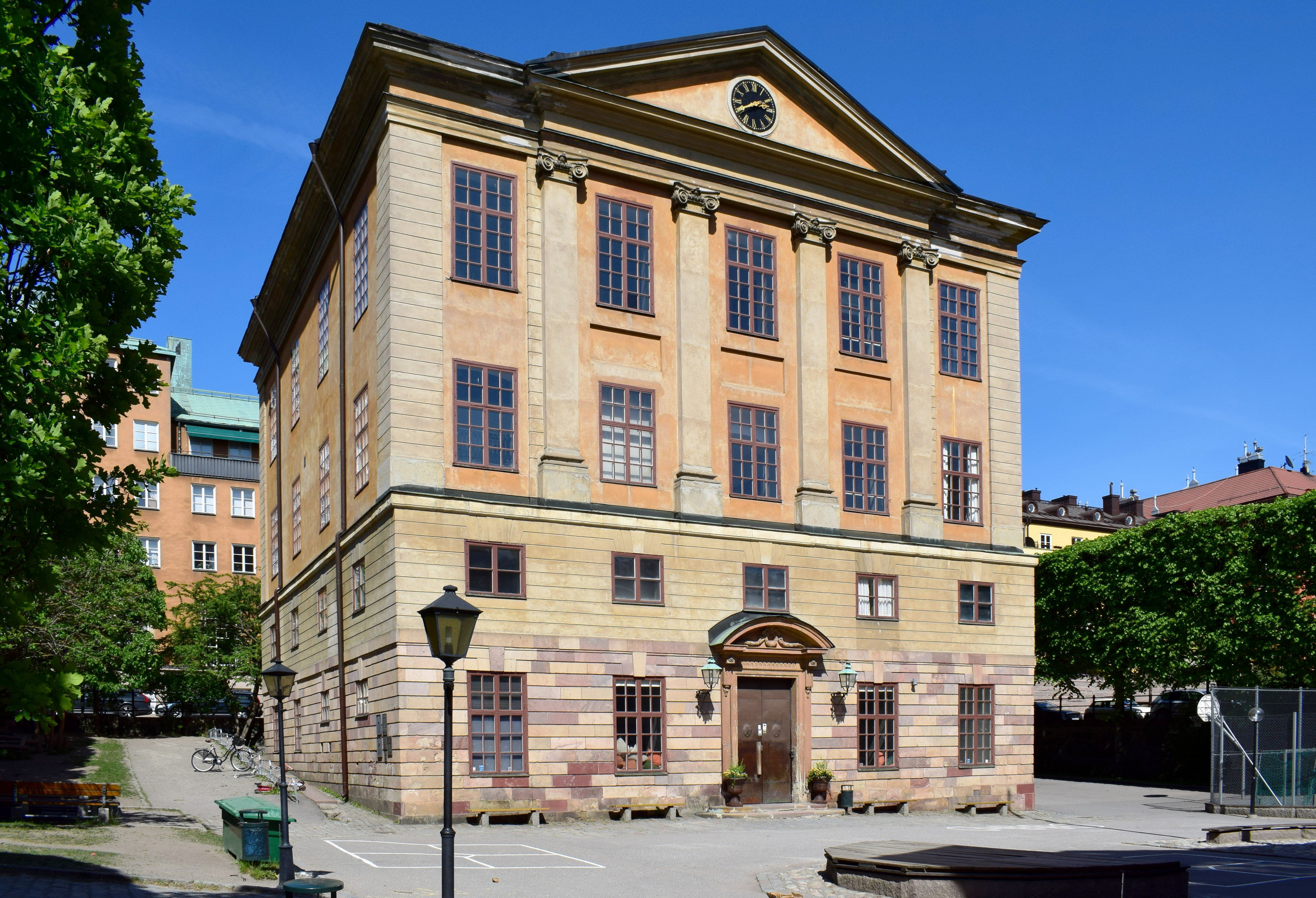
Fredrikshovs slott.

Efter att varit kungligt slott fram till 1783 var Fredrikshov fängelse och tyghus mellan åren 1793 och 1802. År 1802 flyttade Svea livgarde in i slottet och var verksamma där fram till 1888, då deras nya kaserner på Linnégatan stod färdiga. Efter att Svea livgarde flyttade ut har slottet hyst olika militära skolor och de sista upphörde att verka 1992.
Militär verksamhet
| Förbandskod | Förbandsnamn                                    | Aktivt    | Kommentar                                                                    |
| ----------- | ----------------------------------------------- | --------- | ---------------------------------------------------------------------------- |
| I 1         | Svea livgarde                                   | 1802–1888 | Omlokaliserades 1888 till Linnégatan, Stockholm.                             |
| T 3         | Norrlands trängbataljon                         | 1893–1898 | Upprättades 1893 ur Svea trängbataljon. Omlokaliserades 1898 till Sollefteå. |
| IV.         | IV. arméfördelningen                            | 1893–1913 | Omlokaliserades 1913 till Östermalmsgatan 87                                 |
| V.          | V. arméfördelningen                             | 1889–1905 | Omlokaliserades 1905 till Storgatan 7-9                                      |
|             | Intendenturskolan                               | 1913–1913 |                                                                              |
| IntS        | Intendenturförvaltningsskolan                   | 1943–1970 | Omlokaliserades 1970 till Frösunda, Solna.                                   |
| AIRS        | Artilleri- och ingenjörregementesofficersskolan | 1943–1970 | Omorganiserades 1970 till AIHS.                                              |
| AIHS        | Artilleri- och ingenjörshögskolan               | 1970–1992 | Uppgick 1992 i Arméns artillericentrum (ArtC).                               |
| AIOS        | Artilleri- och ingenjörofficersskolan           | 1970–1992 | Omlokaliserades 1970 från Bagartorp, Solna. Uppgick 1992 i ArtC.             |

### Grev Magnigatan

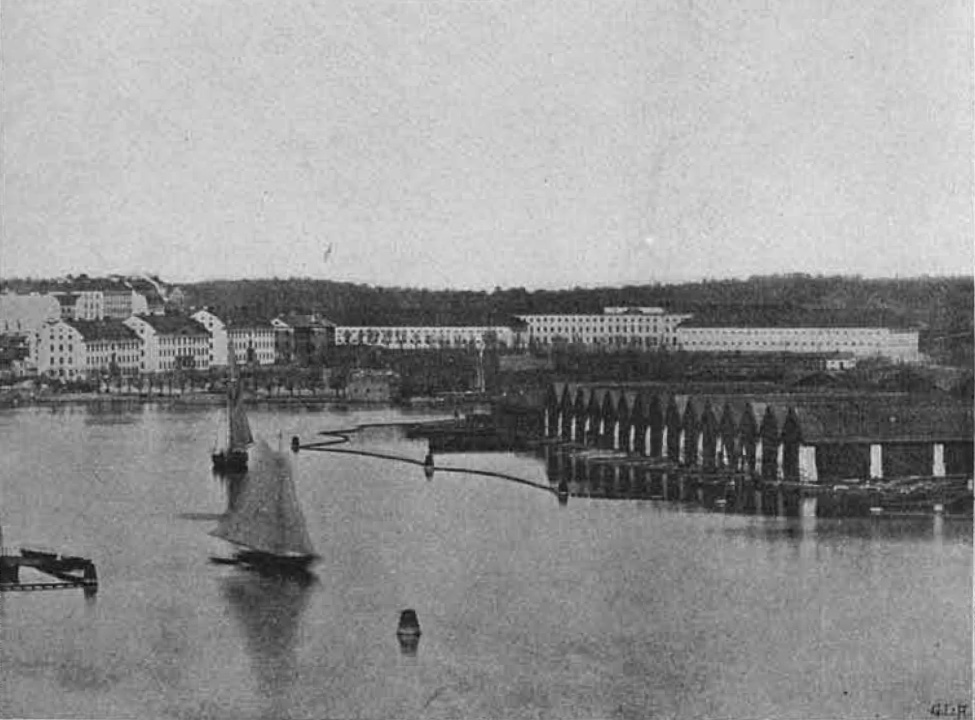
Andra Livgardets kaserner (t.v.).

År 1829 påbörjades uppförandet av tre stora kasernbyggnader i tre våningar åt utmed Grev Magnigatan åt Andra livgardet. Området tillhörde tidigare skeppsvarvet Terra Nova. Arkitekt för kasernerna som stod klara för inflyttning två år senare var Carl Christoffer Gjörwells ritningar. År 1890 flyttade man in i nya kaserner vid Linnégatan och snart nya uppfördes hyreshus på området.
Militär verksamhet
| Förbandskod | Förbandsnamn    | Aktivt    | Kommentar                                                   |
| ----------- | --------------- | --------- | ----------------------------------------------------------- |
| № 2         | Andra livgardet | 1831–1890 | Omlokaliserades 1890 till Linnégatan. Från 94 Göta livgarde |

### Hantverkargatan

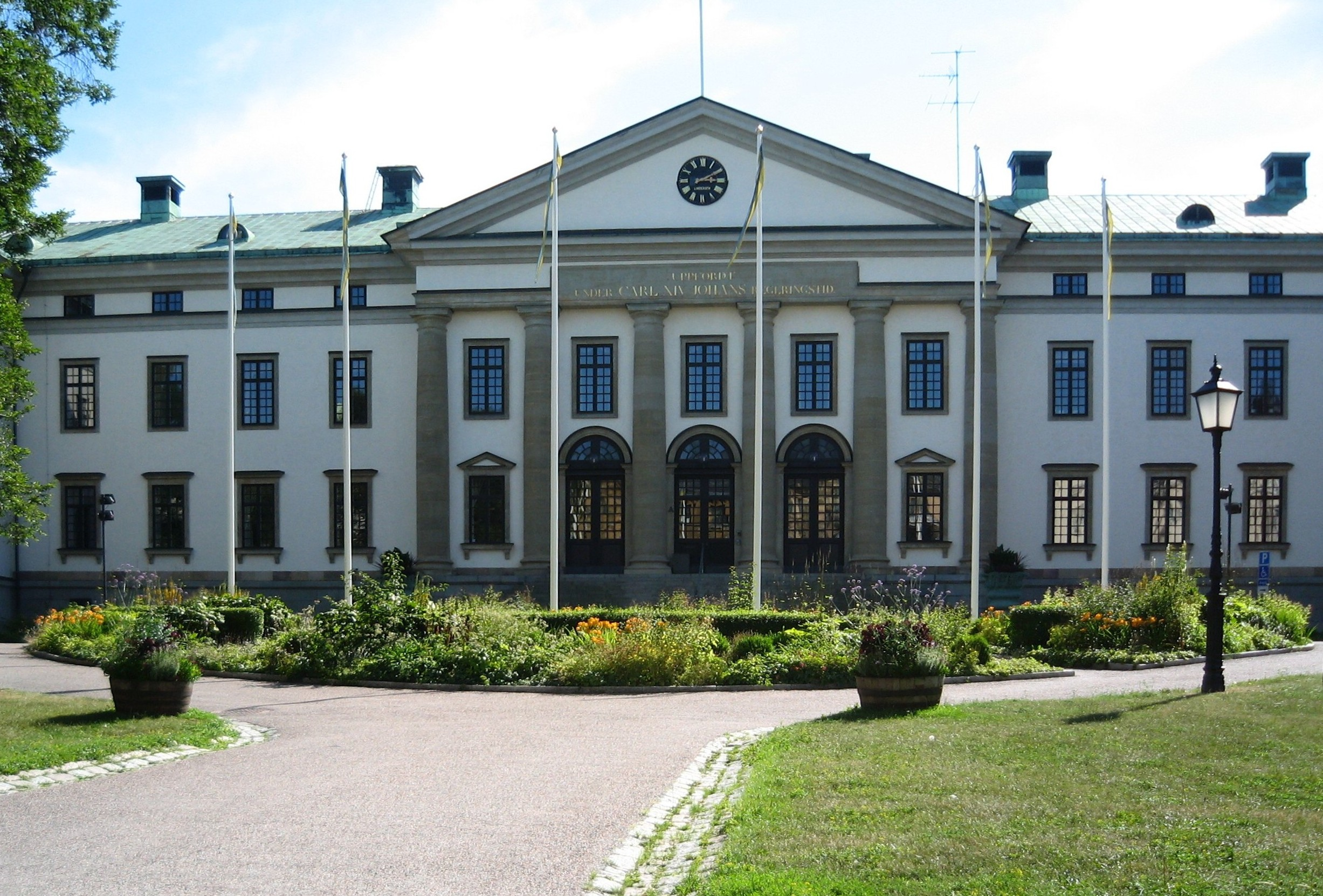
Garnisonssjukhuset på Hantverkargatan.

År 1817 påbörjades byggnation av garnisonsjukhuset, ett arbete som slutfördes 1834. Byggnaden är av nyklassicistisk arkitektur och är i tre våningar. Planlösningen består av en mittkorridor med 35 sjuksalar för 600 personer. Under 1970-talet byggdes det om till kontor och fullmäktigesal för Stockholms läns landsting.
Militär verksamhet
| Förbandskod | Förbandsnamn       | Aktivt    | Kommentar |
| ----------- | ------------------ | --------- | --------- |
|             | Garnisonssjukhuset | 1834–1969 |           |

### Jaktvarvsgränd

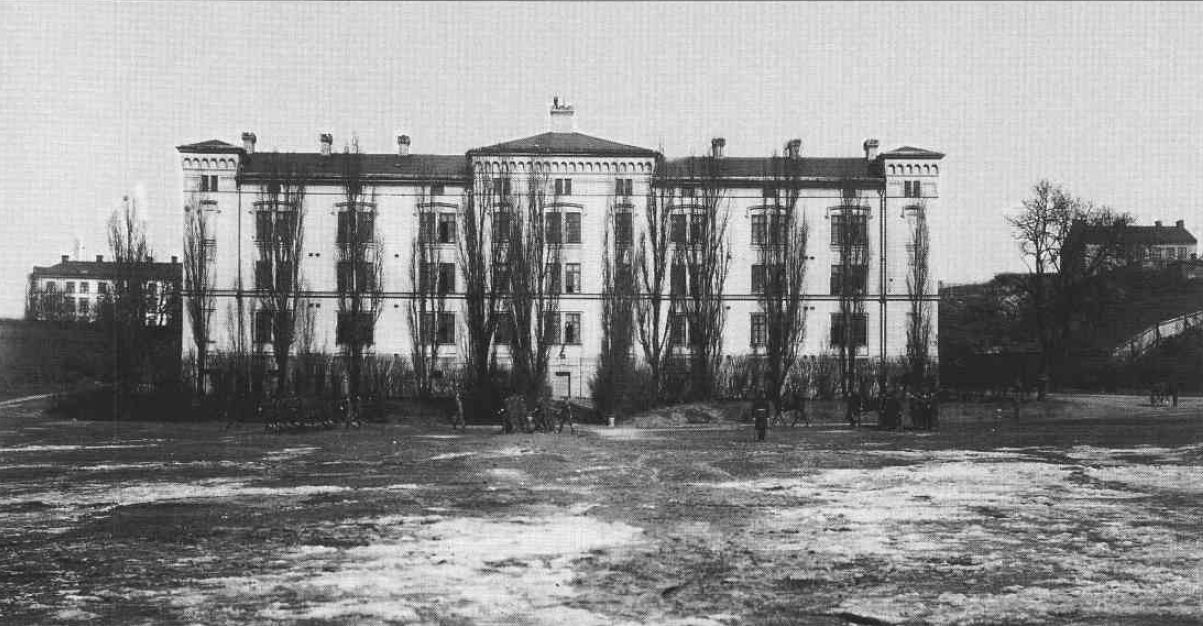
Pontonjärskasernen.

År 1856 förlades Sappörkompaniet till Kungsholmen i Stockholm på platsen för det tidigare kungliga jaktvarvet som flyttat 1850. Edvard Medén ritade kasernen 1867 för Pontonjärbataljonen. År 1922 flyttade verksamheten, som då hette Svea ingenjörkår till Frösundavik.
Militär verksamhet
| Förbandskod | Förbandsnamn          | Aktivt    | Kommentar                          |
| ----------- | --------------------- | --------- | ---------------------------------- |
|             | Sappörkompaniet       | 1856–1863 |                                    |
|             | Sappörkåren           | 1864–1866 |                                    |
|             | Pontonjärbataljonen   | 1867–1892 |                                    |
| Ing 1       | Svea ingenjörbataljon | 1893–1901 |                                    |
| Ing 1       | Svea ingenjörkår      | 1902–1921 | Omlokaliserades 1922 till Frösunda |

### Ladugårdsgärdet

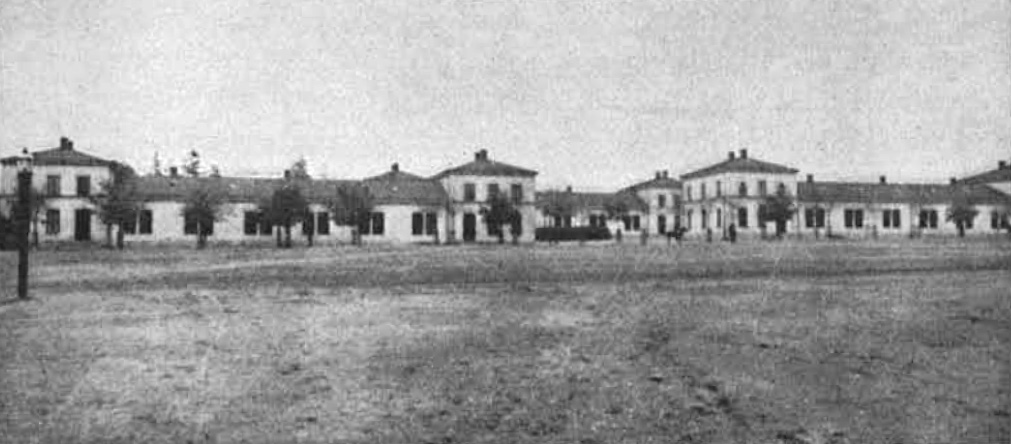
Kasernerna vid Djurgårdsbrunnsviken.

År 1879 revs gården Wiksberg vid Djurgårdsbrunnsviken för att lämna plats åt det nya kavallerietablissementet å Ladugårdsgärdet för Livregementets dragonkår. Anläggningen stod färdig 1881.
Militär verksamhet
| Förbandskod | Förbandsnamn             | Aktivt    | Kommentar                                                                      |
| ----------- | ------------------------ | --------- | ------------------------------------------------------------------------------ |
| № 2         | Livregementets dragonkår | 1881–1890 | Namnbyte 1891 till Livregementets dragoner                                     |
| K 2         | Livregementets dragoner  | 1891–1926 | Sammanslagning 1927 med Livgardet till häst. Omlokalisering till Lidingövägen. |

### Linnégatan 87-89

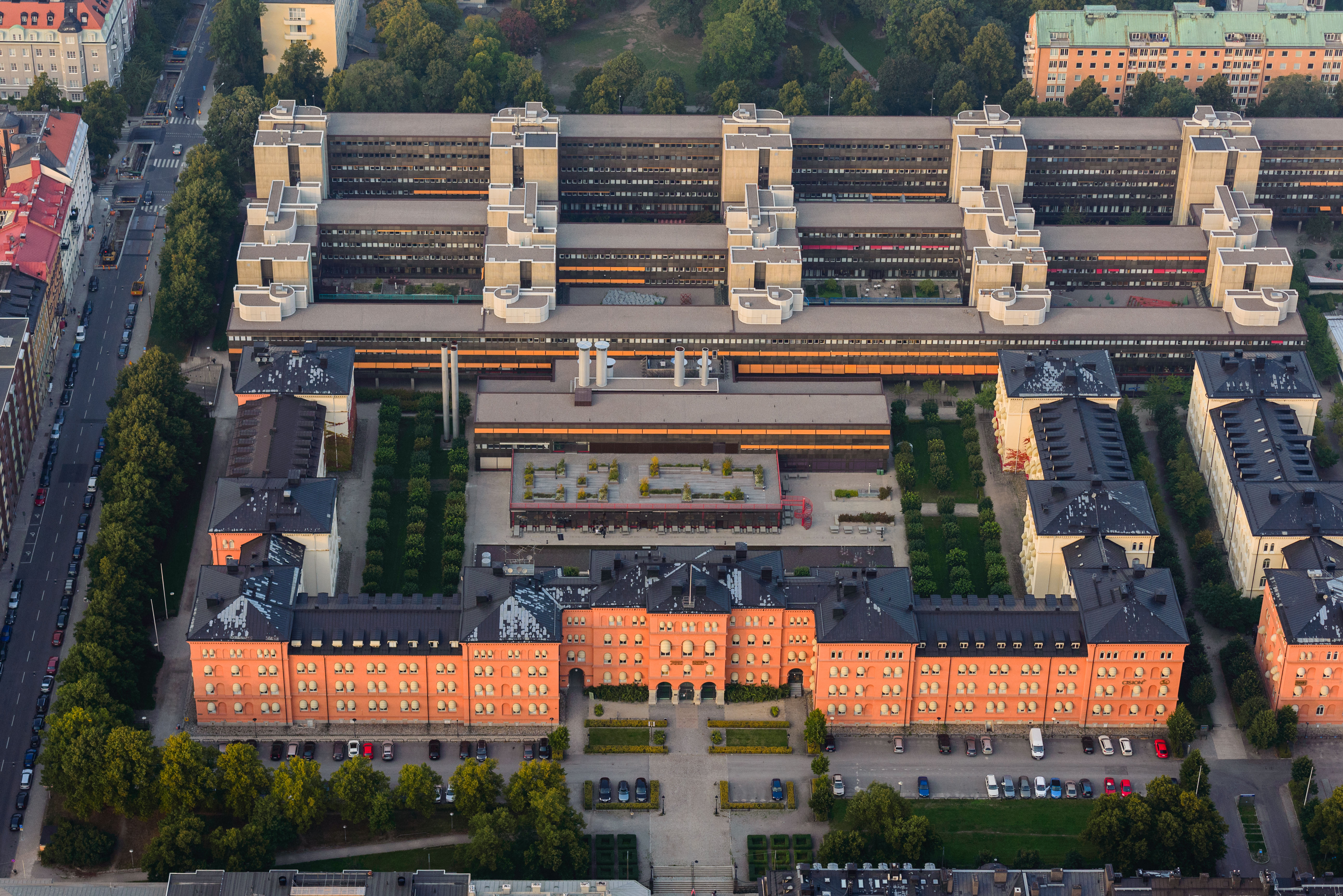
Flygbild över västra kasernområdet på Linnégatan 87-89.

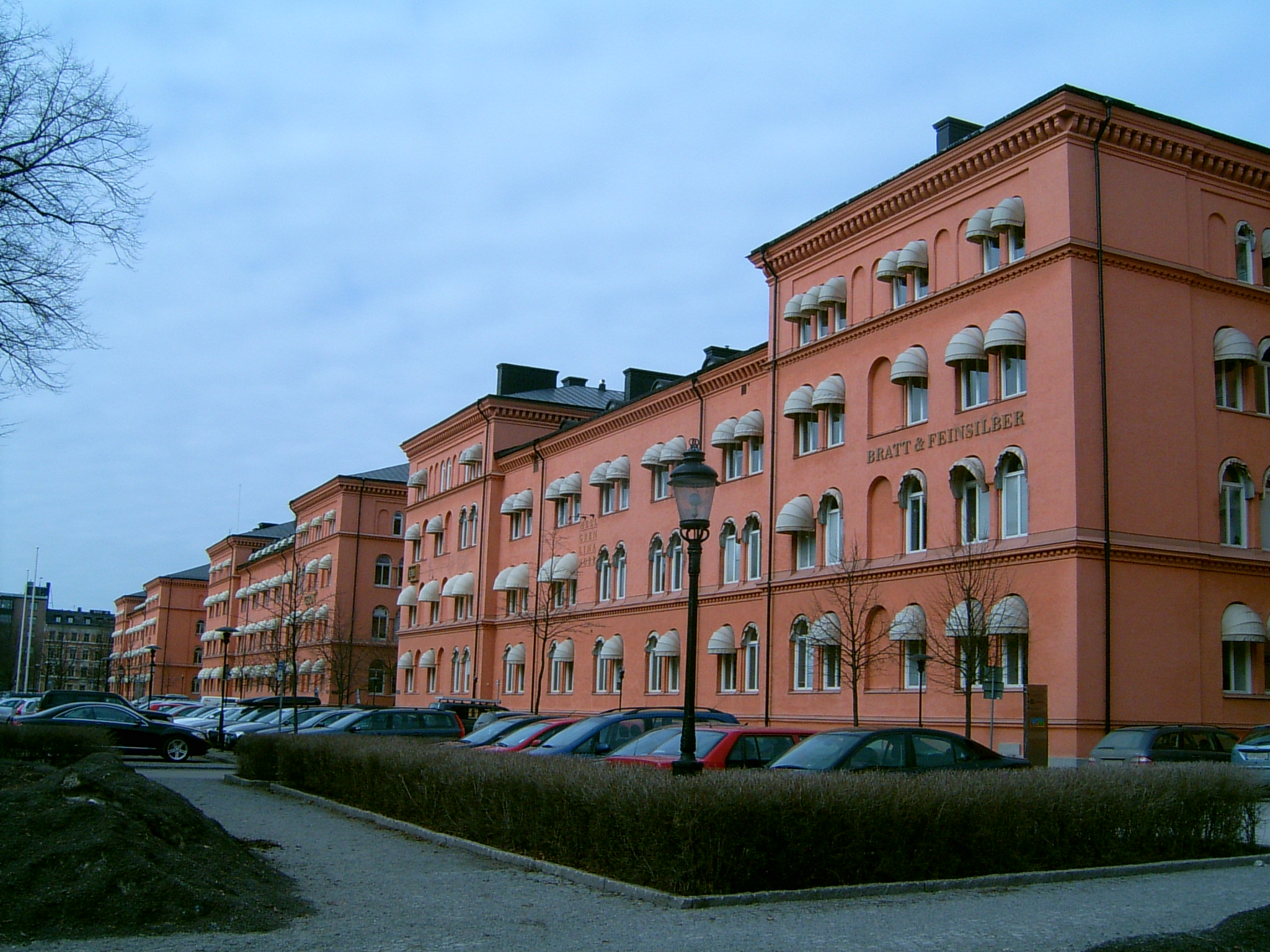
Linnégatan 87-89.

År 1888 byggdes ett etablissemang som skulle ge Svea livgarde nytt hem, efter att varit provisoriskt förlagda till Fredrikshovs slott sedan 1802. Etablissemanget fick samma typ av mönster som den tidigare anläggningen vid Valhallavägen 1877 hade fått och ritades också av samme arkitekt Ernst Josephson. Det vill säga byggnaderna bildar ett kvadratiskt uterum med kaserngården mitt i. År 1890 byggdes ett identiskt etablissemang till Göta livgarde. De två livgardena åtskildes av ett gemensamt badhus. År 1906 byggdes kaserndelarna på med en våning. Totalt omfattade området ett 20-tal byggnader.
Militär verksamhet
| Förbandskod | Förbandsnamn                                                 | Aktivt    | Kommentar                                  |
| ----------- | ------------------------------------------------------------ | --------- | ------------------------------------------ |
| I 1         | Svea livgarde                                                | 1888–1946 | Omlokaliserades 1946 till Sörentorp, Solna |
| I 2         | Göta livgarde                                                | 1890–1939 | Avvecklades 1939                           |
| A 10S       | Östgöta luftvärnsartilleriregementes detachement i Stockholm | 1939–1941 | Beteckningsbyte 1941 till A 11             |
| A 11        | Stockholms luftvärnsartilleriregemente                       | 1941–1942 | Beteckningsbyte 1942 till Lv 3             |
| Lv 3        | Stockholms luftvärnsregemente                                | 1942–1952 | Omlokaliserades 1952 till Norrtälje        |
| Tyg 1       | Första tygkompaniet                                          | 1948–1949 | Upplöstes och avvecklades 1949             |

### Lidingövägen 24

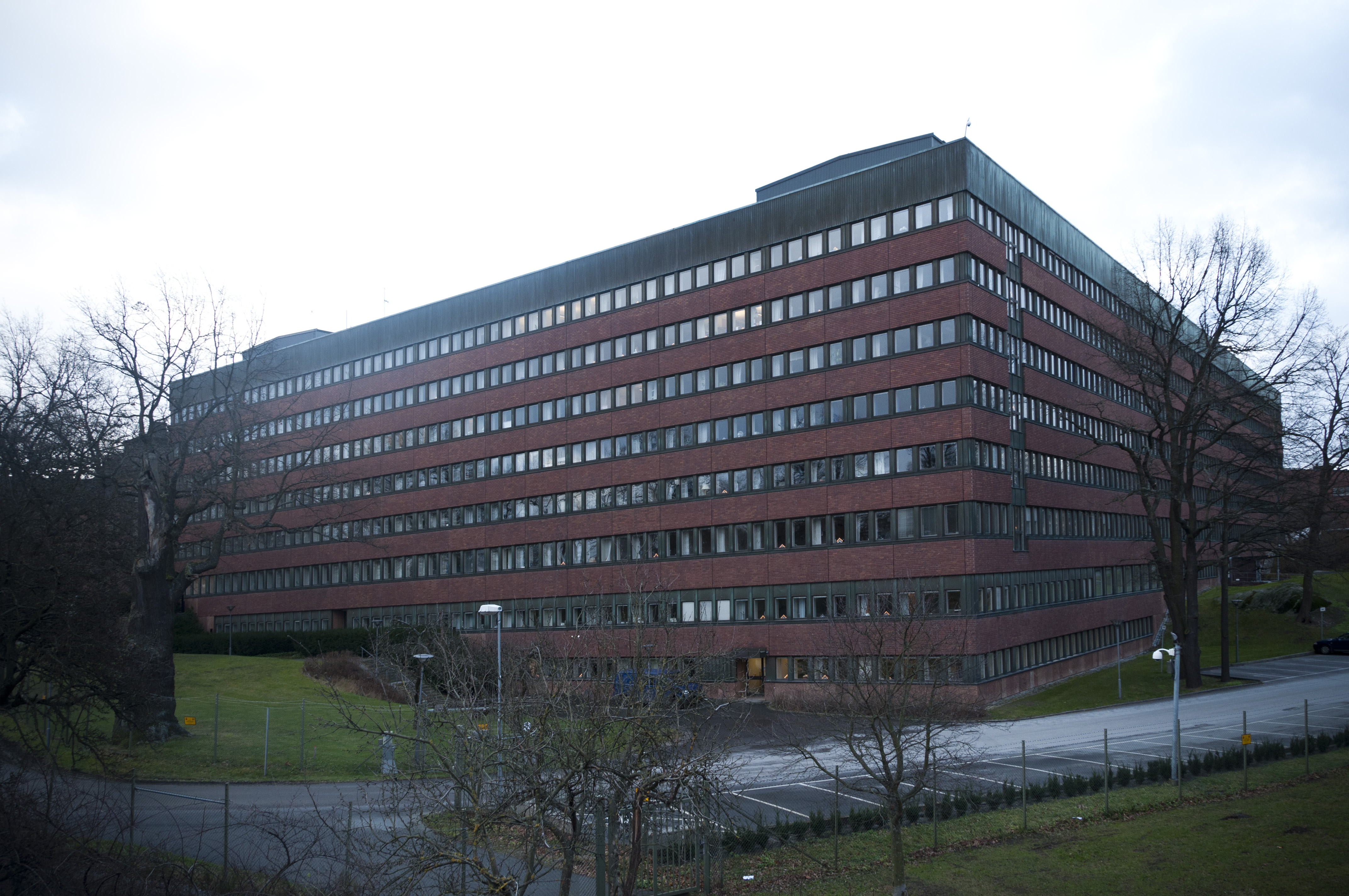
Lidingövägen 24.

På Lidingövägen 24 byggdes 1970 en ny stabsbyggnad till Krigsmakten. Byggnaden har ett platt tak och nästan ett kvadratiskt block i fasadtegel ritad av Bengt Gate. Två stora innergårdar finns, detta för att kunna ge dagsljus till denna stora byggnad. Sedan 1981 har Överbefälhavaren sitt kontor i byggnaden efter att tidigare varit huserad i militärstabsbyggnaden på Östermalmsgatan 87. År 1992 överfördes byggnaden till Byggnadsstyrelsen.
Militär verksamhet
| Förbandskod | Förbandsnamn                | Aktivt    | Kommentar                                                                  |
| ----------- | --------------------------- | --------- | -------------------------------------------------------------------------- |
| FortF       | Fortifikationsförvaltningen | 1971–1980 |                                                                            |
| FCF         | Försvarets civilförvaltning | 1971–1978 |                                                                            |
| Fst         | Försvarsstaben              | 1981–1994 | Omlokaliserad 1981 från Östermalmsgatan 87 Uppgick 1994 i Högkvarteret     |
| Ast         | Arméstaben                  | 1981–1994 | Omlokaliserad 1981 från Östermalmsgatan 87 Uppgick 1994 i Högkvarteret     |
| MS          | Marinstaben                 | 1981–1994 | Omlokaliserad 1981 från Banérgatan (Tre Vapen) Uppgick 1994 i Högkvarteret |
| FS          | Flygstaben                  | 1981–1994 | Omlokaliserad 1981 från Banérgatan (Tre Vapen) Uppgick 1994 i Högkvarteret |
| HKV         | Högkvarteret                | 1994–     | Bildades 1994 av de tidigare staberna.                                     |
| MS          | Marinstaben                 | 2019-2019 | Planeras att tillfälligt lokaliseras här under första halvåret 2019.       |

### Lidingövägen 28

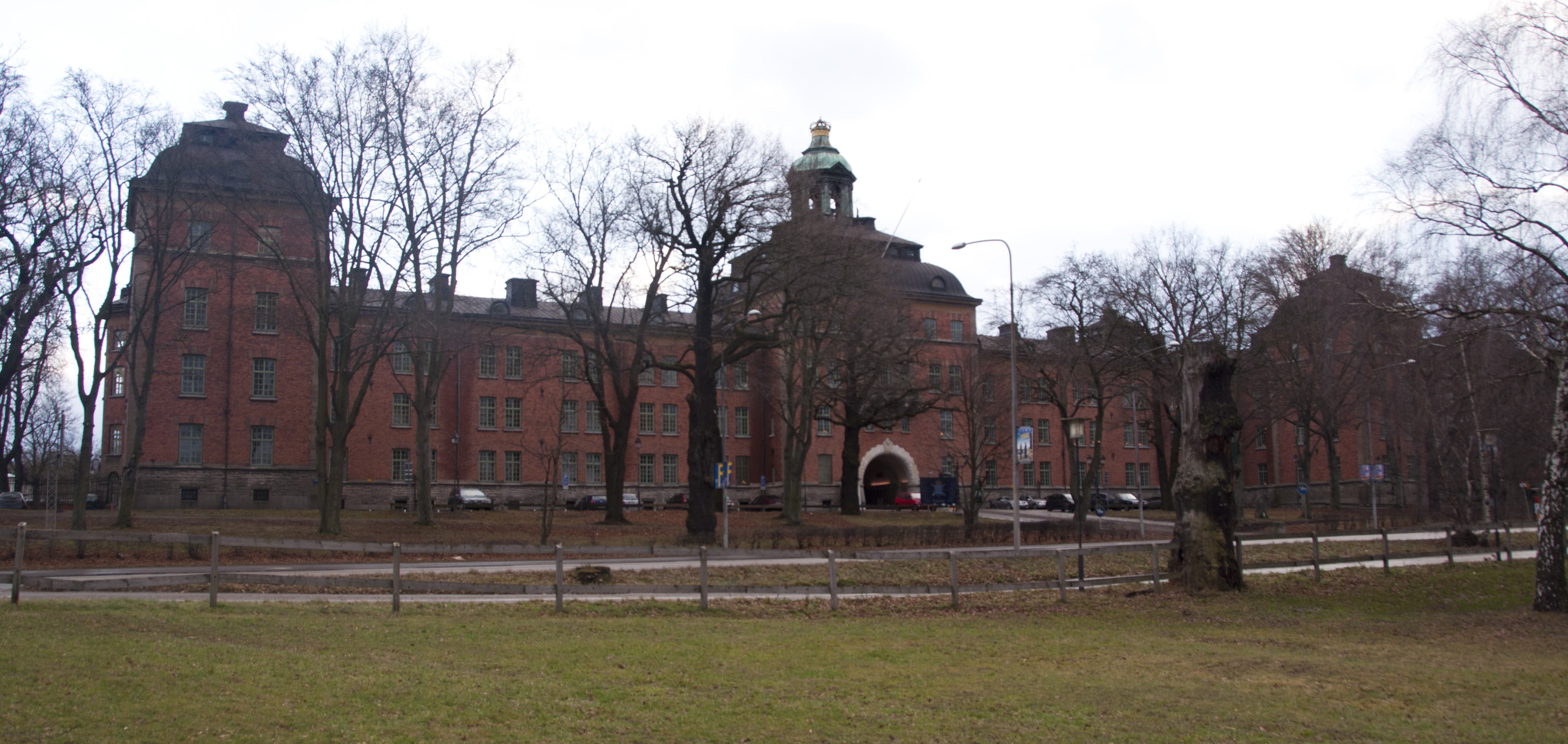
Lidingövägen 28.

År 1897 uppfördes den så kallade kavallerikasern till Livgardet till häst. Kasernetablissement uppfördes efter 1892 års härordnings byggnadsprogram och omfattade totalt ett 20-tal byggnader. Arkitekt var Erik Josephson. Idag återstår endast sex av de ursprungliga byggnader.
Militär verksamhet
| Förbandskod | Förbandsnamn                                      | Aktivt    | Kommentar                                                                          |
| ----------- | ------------------------------------------------- | --------- | ---------------------------------------------------------------------------------- |
| K 1         | Livgardet till häst                               | 1897–1928 | Sammanslogs med Livregementes dragoner K 2 och bildade Livregementet till häst     |
|             | Kavalleriets underofficersskola                   | 1919–1921 |                                                                                    |
| K 1         | Livregementet till häst                           | 1928–1949 | Avvecklades 1949                                                                   |
| K 1         | Livgardesskvadronen med Stockholms stabskompani   | 1949–1975 | Upprättades 1949 som beridet garnisonsförband                                      |
| K 1/Fo 44   | Livgardets dragoner med Stockholms Försvarsområde | 1975–1984 | 1975 omorganiseras till försvarsområdesregemente Införlivades 1985 i Svea livgarde |
| LGD         | Svea livgardes dragoner                           | 1984–1987 | Fd. Livgardets dragoner (K 1)                                                      |
| K 1         | Livgardets dragoner                               | 1987–2000 | 1994 åter självständigt förband. Sammanslogs 2000 med Svea livgarde till Livgardet |
| LG          | Livgardet                                         | 2000–     | Idag är Livbataljonen, Försvarsmusiken samt FM MPE grupperat till kasernen         |

### Marieberg

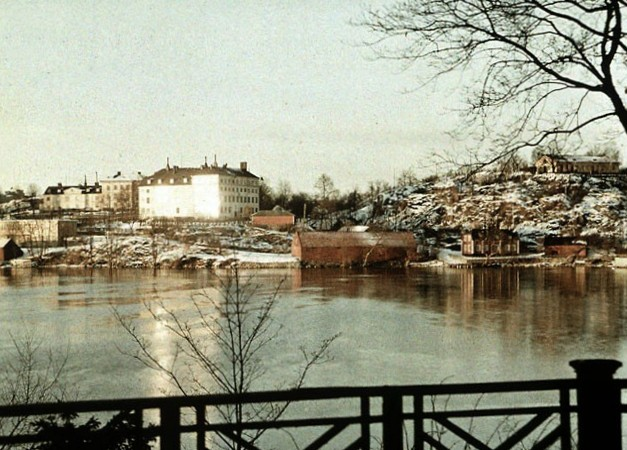
Artilleri- och ingenjörshögskolan. Till vänster ammunitionsfabriken. På berget laboratoriet.

I Marieberg låg det under 1700-talet en porslinsfabrik och senare ammunitionsfabrik med tillhörande laboratoriebyggnad. Högre läroverket för artilleriofficerare bildades här 1815 av Carl von Cardell, vilket fick en fortsättning i form av Krigshögskolan. Ammunitionsfabriken nedlades 1950, men viss militär verksamhet bedrevs på platsen fram till 1958, då arméns signalskola omlokaliserades till Uppsala garnison. Under 1960-talet revs det femtiotal byggnader som tidigare funnits på området. De har idag ersatts av bland annat den så kallade DN-skrapan, ryska ambassaden och Riksarkivets huvudbyggnad.
Militär verksamhet
| Förbandskod | Förbandsnamn                             | Aktivt    | Kommentar                                                                                                |
| ----------- | ---------------------------------------- | --------- | --- |
|             | Högre läroverket för artilleriofficerare | 1815–1816 | |
|             | Raketcorpsen                             | 1833–1876 | |
|             | Skjutskola för infanteriet               | 1855–1874 | |
|             | Artilleri- och ingenjörshögskolan        | 1884–1926 | |
|             | Trängbataljonen                          | 1885–1887 | |
| Ing 1       | Fälttelegrafkåren                        | 1908–1937 | Omlokaliserades 1937 till Lilla Frösunda, Solna                                                          |
| SignS       | Arméns signalskola                       | 1945–1958 | Omlokaliserades 1958 till Uppsala garnison.                                                              |
| RadarS      | Arméns radarskola                        | 1947–1954 | Omlokaliserades 1947 från Norrtälje Omlokaliserades 1954 till Göta luftvärnsregemente (Lv 6) i Göteborg. |

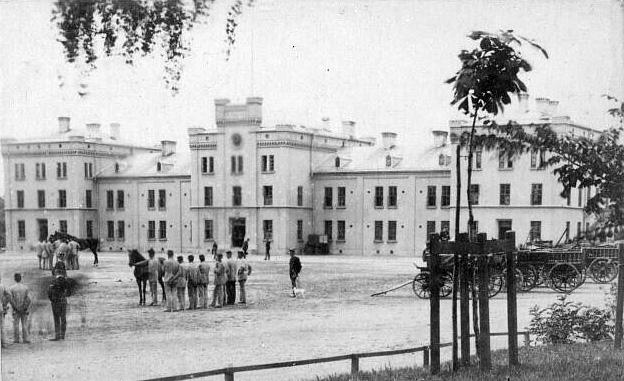
Trängkåren vid Marieberg.

År 1887 påbörjades byggnation av ytterligare ett kasernetablissemang i Marieberg. Detta skulle tillföras Trängbataljonen som kom att delas i två stycken bataljoner (Svea- och Göta trängbataljon). Kasernera var kalkputsade och ljust avfärgade för att framhäva den rikt utsmyckade fasadens artikulation. För ritningarna svarade Adolf Billmanson. Kasernen var i hopsatt av fem stycken huskroppar med mittparti och flyglar i tre våningar och däremellan två tvåvåningspartier. Kasernens planlösning var enligt sidokorridorsystem, vilket kom att bli en standard för kaserner långt in på 1900-talet. Även denna kasern revs under 1960-talet.
Militär verksamhet
| Förbandskod | Förbandsnamn         | Aktivt    | Kommentar                                                                                         |
| ----------- | -------------------- | --------- | ------------------------------------------------------------------------------------------------- |
|             | Trängbataljonen      | 1887–1891 | Uppdelad 1891 i Svea- och Göta trängbataljon.                                                     |
| T 1         | Svea trängbataljon   | 1891–1902 |                                                                                                   |
| T 1         | Första Svea trängkår | 1902–1904 |                                                                                                   |
| T 1         | Svea trängkår        | 1904–1907 | Omlokaliserades 1907 till Örebro                                                                  |
| Ing 3       | Fälttelegrafkåren    | 1908–1937 | Namn- och beteckningsbyte 1937 till Signalregementet i Stockholm, S 1                             |
| SignS       | Arméns signalskola   | 1945–1958 | Omlokaliserades 1958 till Uppsala garnison.                                                       |
|             | Arméns radarskola    | 1947–1954 | Omlokaliserades 1947 från Norrtälje Omlokaliserades 1954 till Göta luftvärnsregemente i Göteborg. |

### Storgatan 23

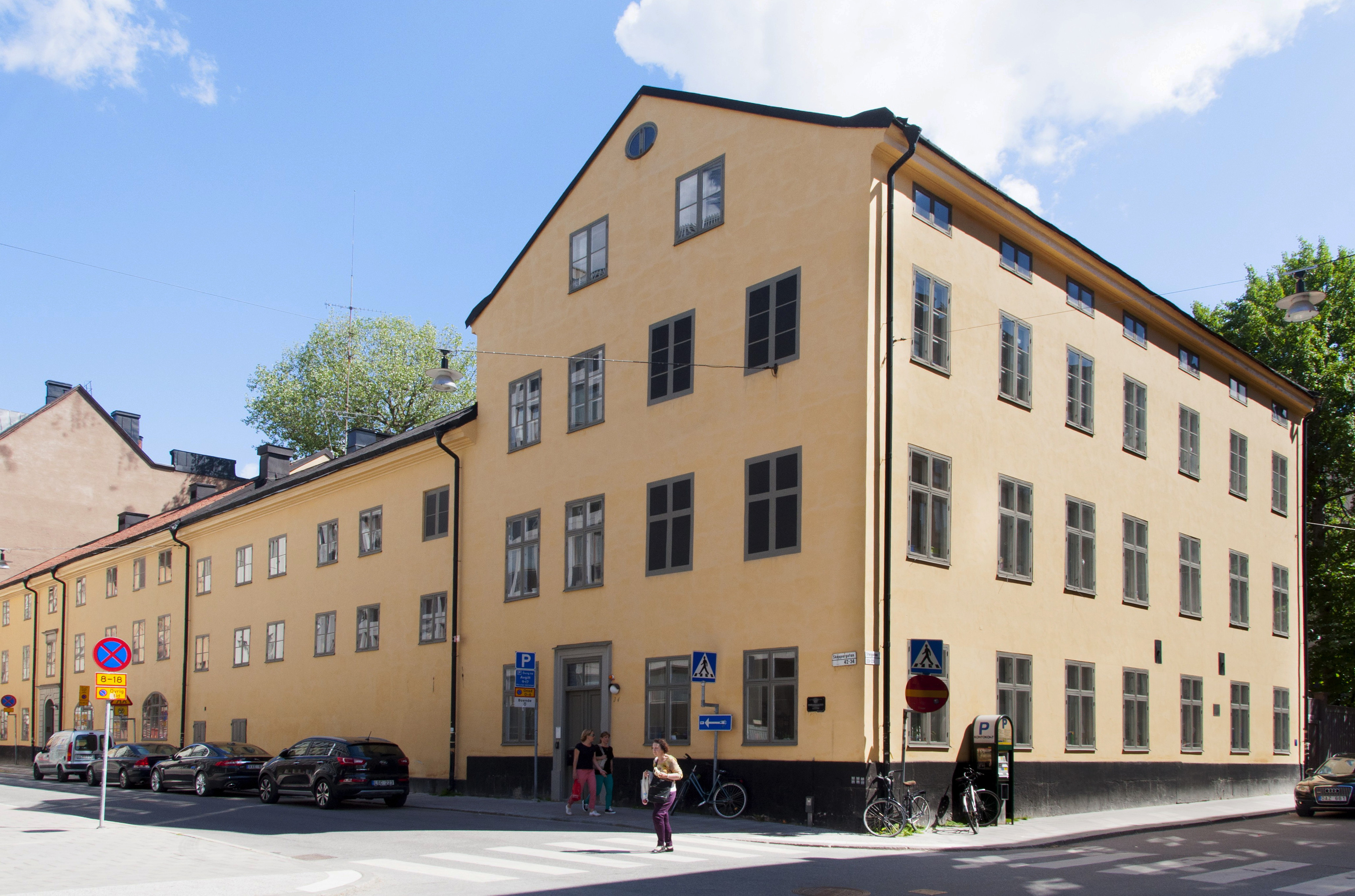
Stadens norra kasern.

År 1812 inköpte Stockholms inkvarteringskommission greve Snoilskys gård vid Storgatan 23 och här inrymdes 372 man. Stadens norra kasern, som den kom att kallas, användes för olika enheter som tillfällig inkvarterades i huset men blev 1856 ordinarie kasern för Hans Majestet Kongens Garde som flyttade hit från Koppartälten i Hagaparken där de varit förlagda åren 1816–1856. Huset blev senare både brand- och polisstation samt lykttändarkontor (se Östermalms brandstation).
Militär verksamhet
| Förbandskod | Förbandsnamn                | Aktivt    | Kommentar                                             |
| ----------- | --------------------------- | --------- | ----------------------------------------------------- |
|             | Sappörkompaniet             | 1855–1856 | Flyttade till kungliga jaktvarvet vid Jaktvarvsgränd. |
|             | Hans Majestet Kongens Garde | 1856–1888 | Omlokaliserades 1888 till Kristiania (Oslo)           |

### Storgatan 41

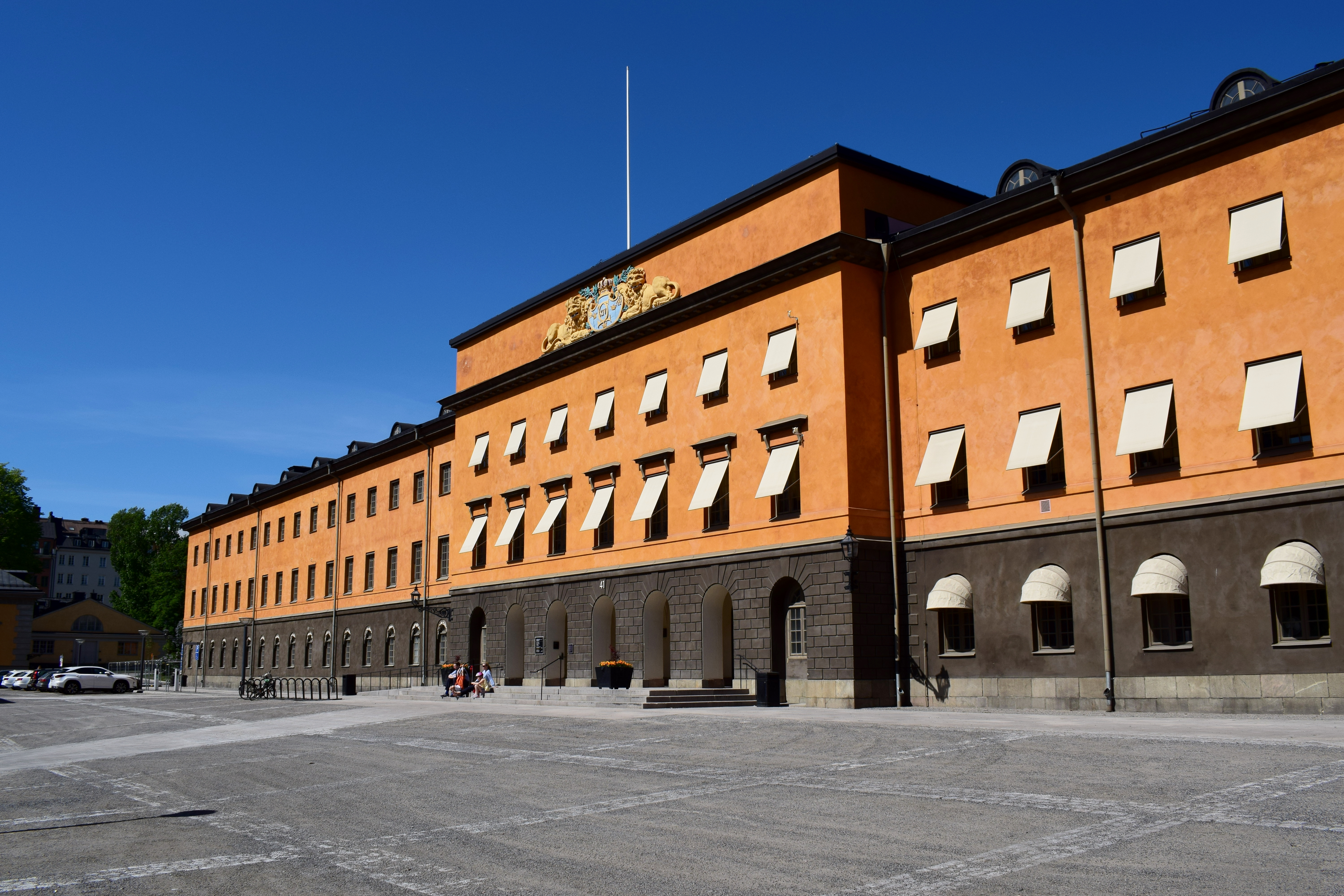
Kanslibyggnaden.

År 1804 inköptes den Ekholmska egendomen på Storgatan och här lät man uppföra kaserner och stallbyggnader för bland annat Kungliga Livgardet till häst. Regementsbyggnaderna uppfördes åren 1805–1817 efter arkitekt Fredrik Bloms ritningar.
Militär verksamhet
| Förbandskod | Förbandsnamn                  | Aktivt    | Kommentar                                                                                   |
| ----------- | ----------------------------- | --------- | ------------------------------------------------------------------------------------------- |
| № 1         | Livgardet till häst           | 1811–1897 | Omlokaliserades 1897 till Lidingövägen                                                      |
| № 5         | Andra Svea artilleriregemente | 1897–1901 | Omlokaliserades 1901 till Uppsala                                                           |
| № 26        | Vaxholms grenadjärregemente   | 1902–1906 | Omlokaliserades 1906 till Rindö                                                             |
| A 9         | Positionsartilleriregementet  | 1903–1927 | Sammanslogs 1928 med Smålands artilleriregemente, bildade A 6, omlokaliserat till Jönköping |

### Valhallavägen 117

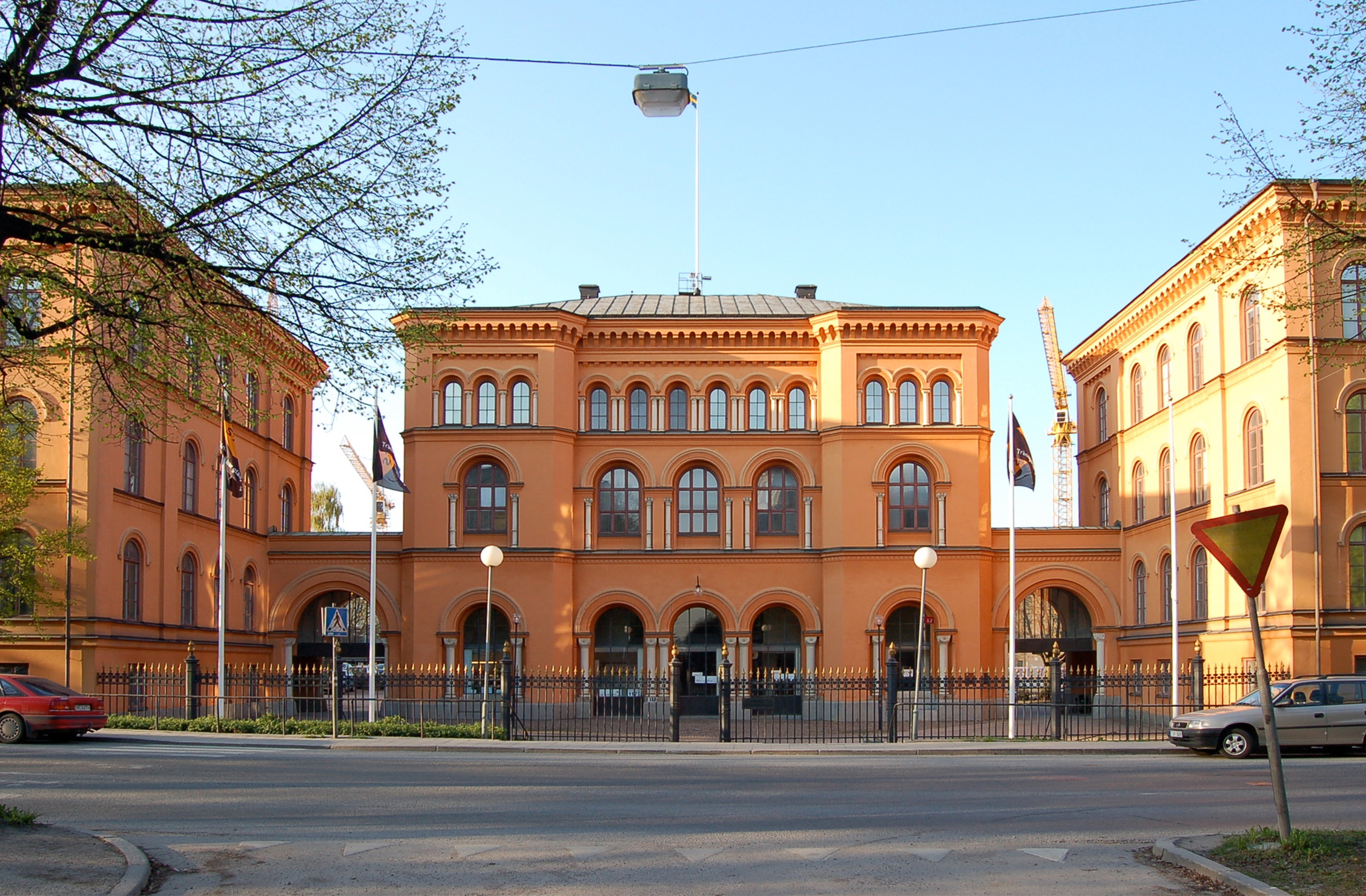
Valhallavägen 117.

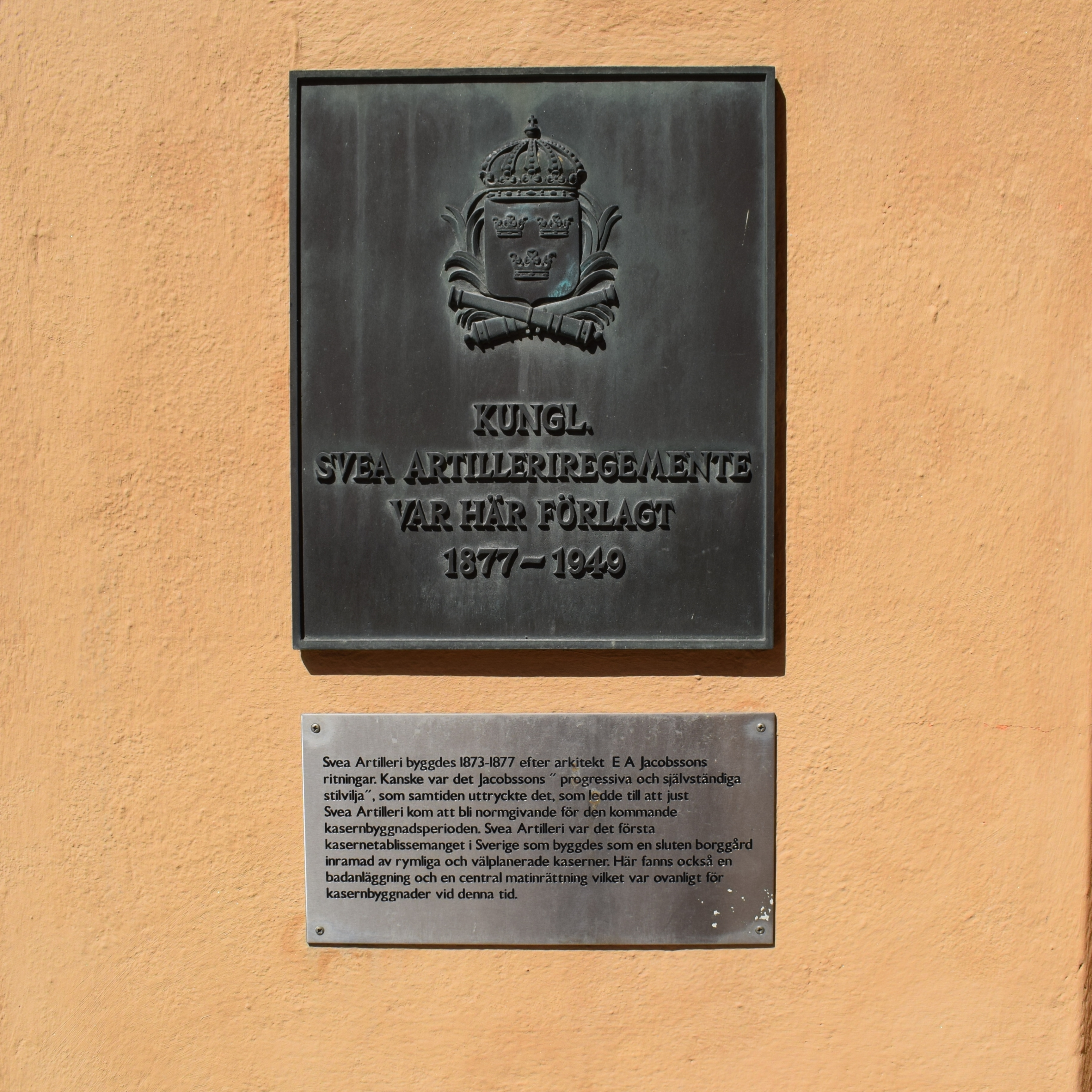
Minnestavla över Svea artilleriregementets tid på Valhallavägen 117.

År 1877 påbörjades byggnationen av ett kasernetablissement på Valhallavägen 117, som kom att skapa en standard för de flesta militära kasernetablissement in på 1920-talet. Kasernetablissementet på Valhallavägen är den första i sig som bildar en sluten kringbyggd gård och ritades av Ernst Josephson. År 1992 överfördes anläggningen till Kungliga Byggnadsstyrelsen. År 2005 lämnade Försvarsmakten Valhallavägen 117, då Försvarshögskolan flyttade till nyuppförda lokaler på Campus Valhallavägen vid Drottning Kristinas väg. Fastigheten kom då att byggas om helt och hållet och från 2010 flyttade Post- och telestyrelsen in de före detta kasernerna. I slutet av 2020 meddelade Post- och Telestyrelsen att man skulle flytta till Hagastaden. Försvarsmakten kom genom Fortifikationsverket att teckna ett sexårigt hyresavtal med Vasakronan, med inflyttning på Valhallavägen 117, eller Kvarteret Svea artilleri som det även kallas, i april 2022. Därmed är Försvarsmakten åter verksam i det gamla kasernetablissementet.
Militär verksamhet
| Förbandskod | Förbandsnamn                          | Aktivt    | Kommentar                                    |
| ----------- | ------------------------------------- | --------- | -------------------------------------------- |
| A 1         | Svea artilleriregemente               | 1876–1949 | Omlokaliserades 1949 till Rissne, Sundbyberg |
| AIOS        | Artilleri- och ingenjörofficersskolan | 1951–1964 | Omlokaliserades 1964 till Bagartorp, Solna.  |
| MHS         | Militärhögskolan                      | 1961–1997 |                                              |
| FHS         | Försvarshögskolan                     | 1997–2005 |                                              |
| HKV         | Högkvarteret                          | 2022–     | Delar av Högkvarteret.                       |

### Östermalmsgatan 87

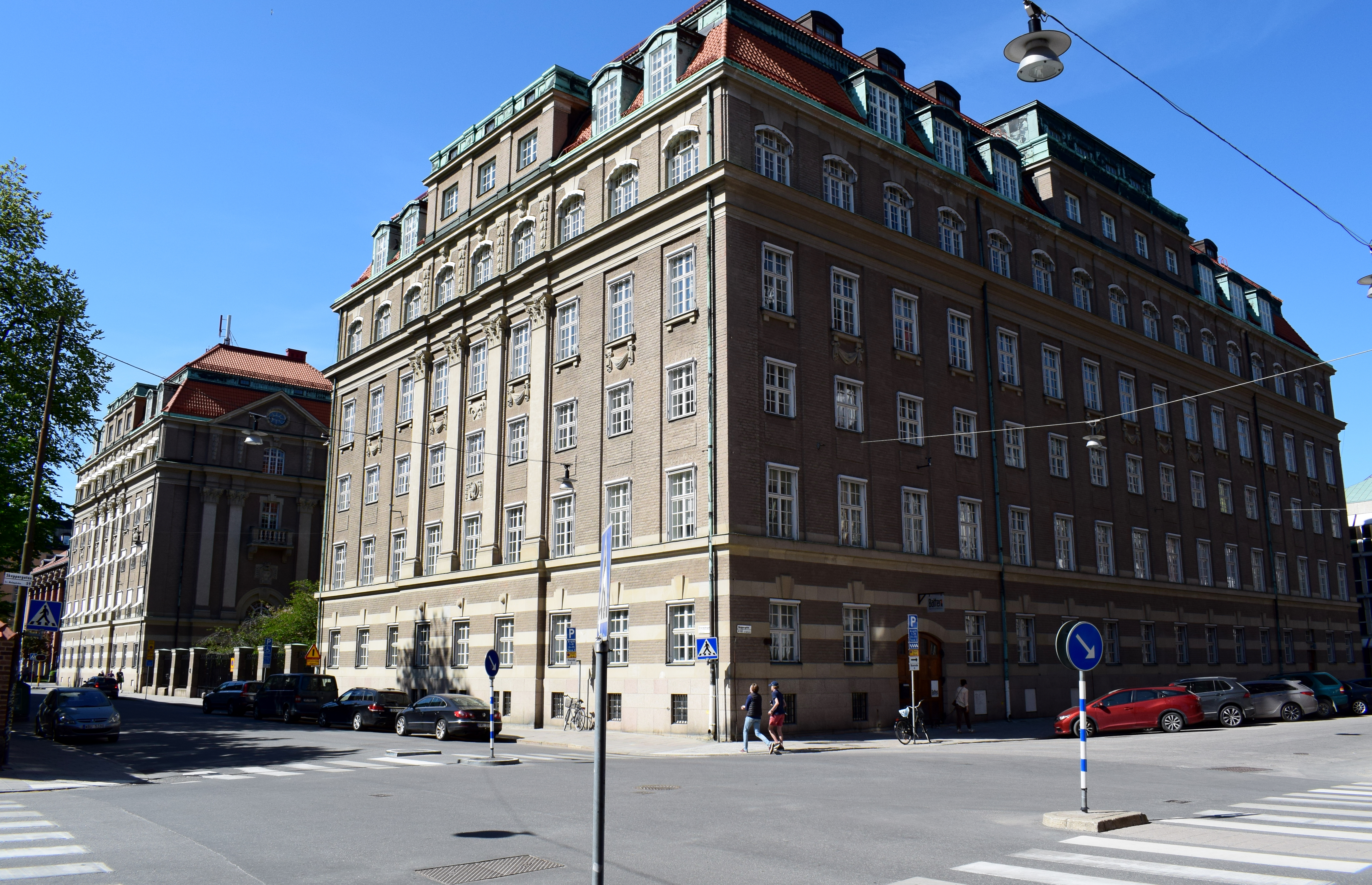
Östermalmsgatan 87.

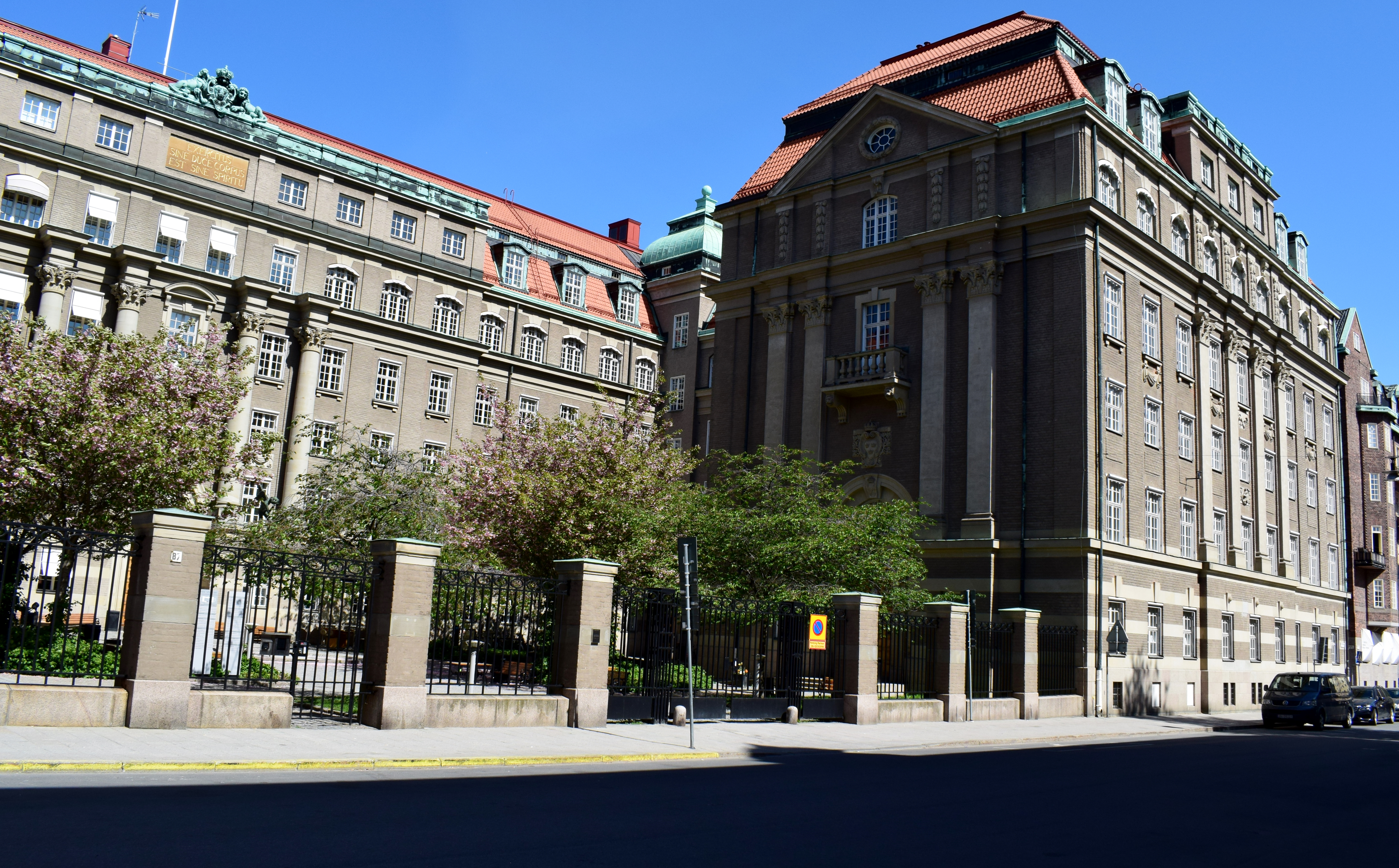
Östermalmsgatan 87.

Etablissementet på Östermalmsgatan började byggas 1910 och stod klart 1926. Byggnaden har i folkmun kallats för Militstabsbyggnaden (MSB) och efter 1981 för Gamla militärstabsbyggnaden (GMSB) och sedan för Grå huset. Byggnaden inrymde från början Krigshögskolan och senare Försvarshögskolan. Arkitekturen på byggnaden är av barock med genomgående kolonner och säteritak och får den mer att likna dåtidens bankpalats än en militär stabsbyggnad och ritades av Erik Josephson. År 1992 överfördes byggnaden till Byggnadsstyrelsen och har sedan 2000 ej någon militär användning.
Militär verksamhet
| Förbandskod | Förbandsnamn                          | Aktivt    | Kommentar                                                |
| ----------- | ------------------------------------- | --------- | -------------------------------------------------------- |
| KHS         | Krigshögskolan                        | 1913–1961 |                                                          |
| AIOS        | Artilleri- och ingenjörofficersskolan | 1926–1951 | Omlokaliserades 1951 till Valhallavägen 117.             |
| FHS         | Försvarshögskolan                     | 1951–2000 |                                                          |
| Gst         | Generalstaben                         | 1926–1937 | Uppdelad 1937 i Försvars-, armé-, marin- och flygstaben. |
| Fst         | Försvarsstaben                        | 1937–1981 | Omlokaliserad 1981 till Lidingövägen 24                  |
| Ast         | Arméstaben                            | 1937–1981 | Omlokaliserad 1981 till Lidingövägen 24                  |
| IV.         | IV. arméfördelningsstaben             | 1913–1927 |                                                          |
| V.          | V. arméfördelningsstaben              | 1913–1927 |                                                          |
|             | Östra arméfördelningsstaben           | 1928–1936 |                                                          |
| IV.         | IV. arméfördelningsstaben             | 1937–1942 |                                                          |

## Sundbyberg

### Rissne

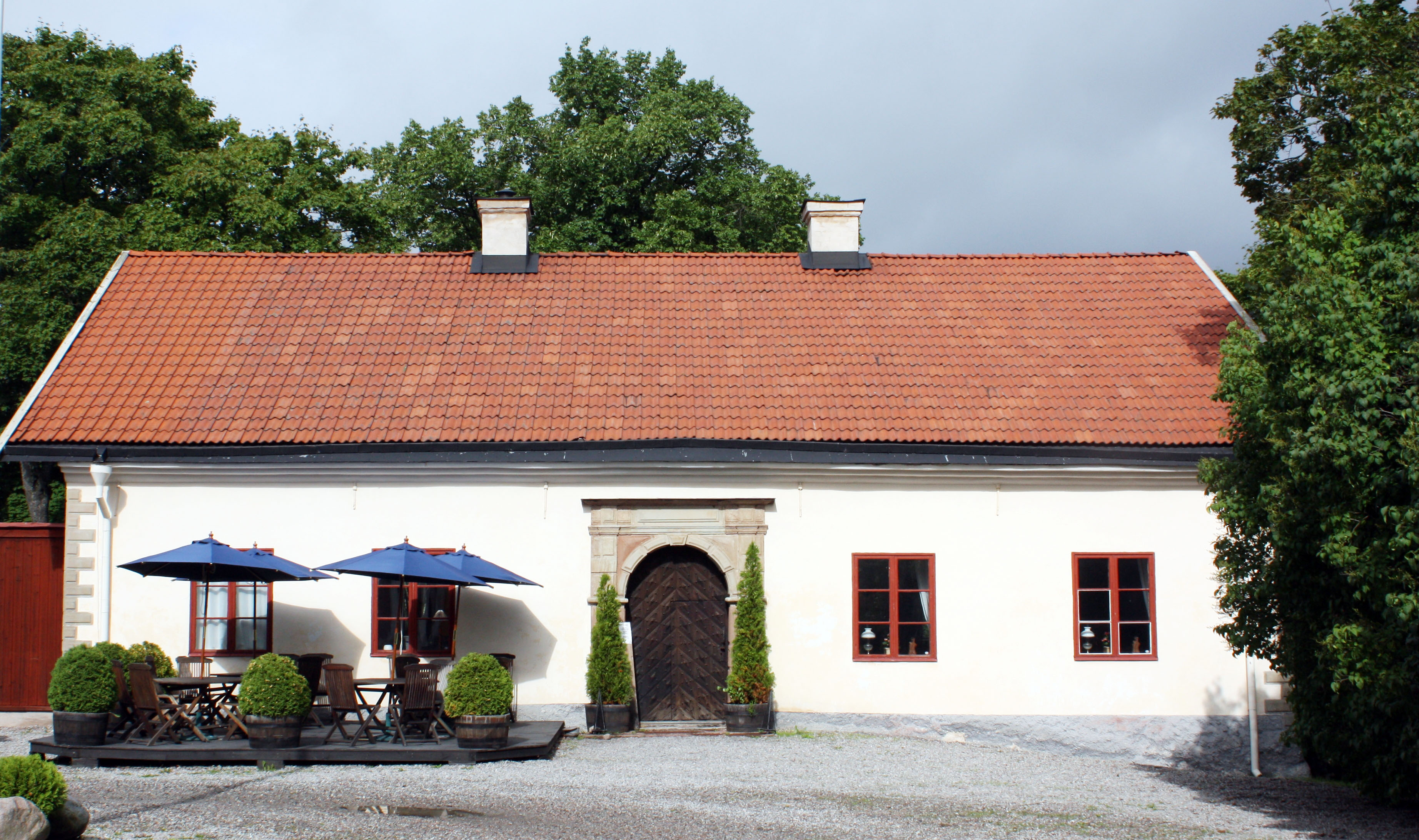
Rissne gård, före detta officersmässen i Rissne, 2010.

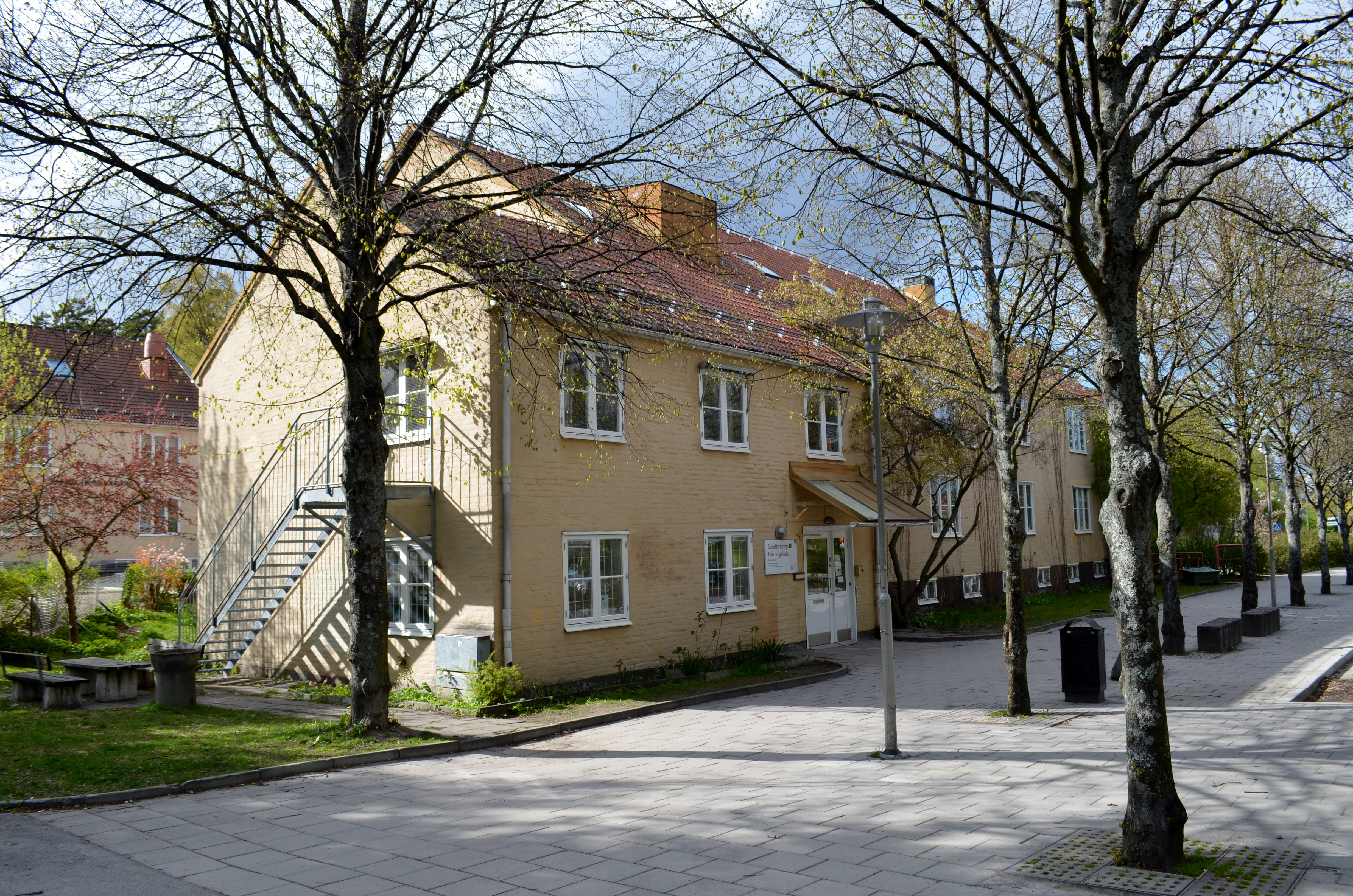
Före detta kaserner i Rissne, 2014.

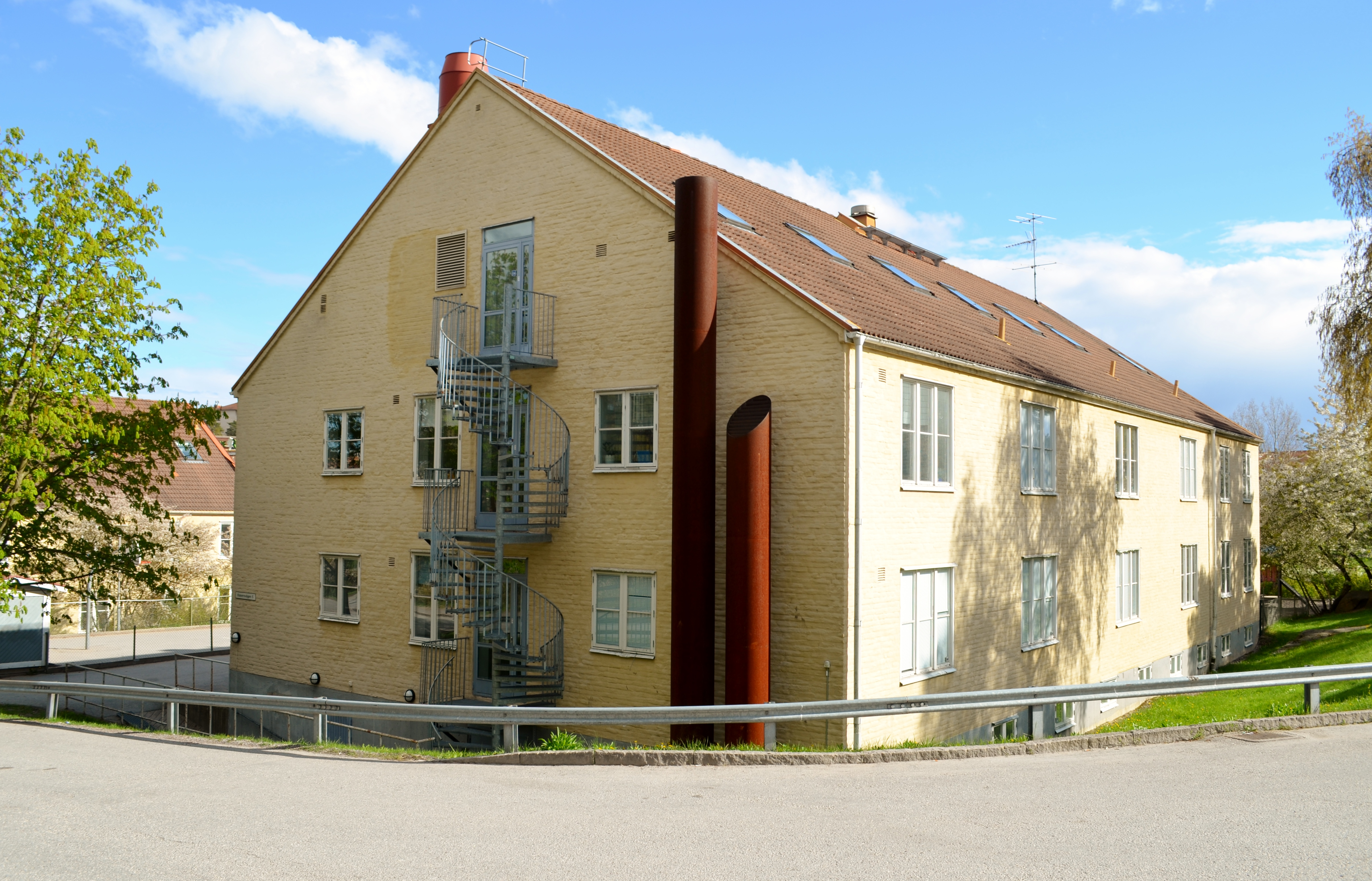
Före detta kaserner i Rissne, 2014.

Etablissemanget i Rissne började byggas 1946 för att ge rum åt Svea artilleriregemente (A 1), vilket flyttade in på området 1949. Etablissemanget uppfördes efter 1940 års militära byggnadsutrednings typritningar och omfattade ett 70-tal byggnader. Till en början fanns endast A 1 på området. Men i och med flytten av A 1 till Linköping, kom ett flertal militära skolor att flytta in på området. Det sista förbandet lämnade området 1979 och 1984 såldes området till Sundbybergs kommun. Och idag är området bebyggt med flerfamiljshus. 
Militär verksamhet
| Förbandskod | Förbandsnamn              | Aktivt    | Kommentar                                     |
| ----------- | ------------------------- | --------- | --------------------------------------------- |
| A 1         | Svea artilleriregemente   | 1949–1963 | Omlokaliserades 1963 till Linköping garnison. |
| AingKS      | Arméingenjörkadettskolan  | 1958–1979 | Uppgick 1979 i ATS.                           |
| MedfackS    | Arméns medicinalfackskola | 1964–1970 | Omlokaliserades till Lilla Frösunda.          |
| TygS        | Tygförvaltningsskolan     | 1960–1977 | Uppgick 1977 i Arméns tekniska skola.         |
| ATS         | Arméns tekniska skola     | 1977–1979 | Omlokaliserades 1979 till Barkarby.           |

## Upplands Bro

### Kungsängen

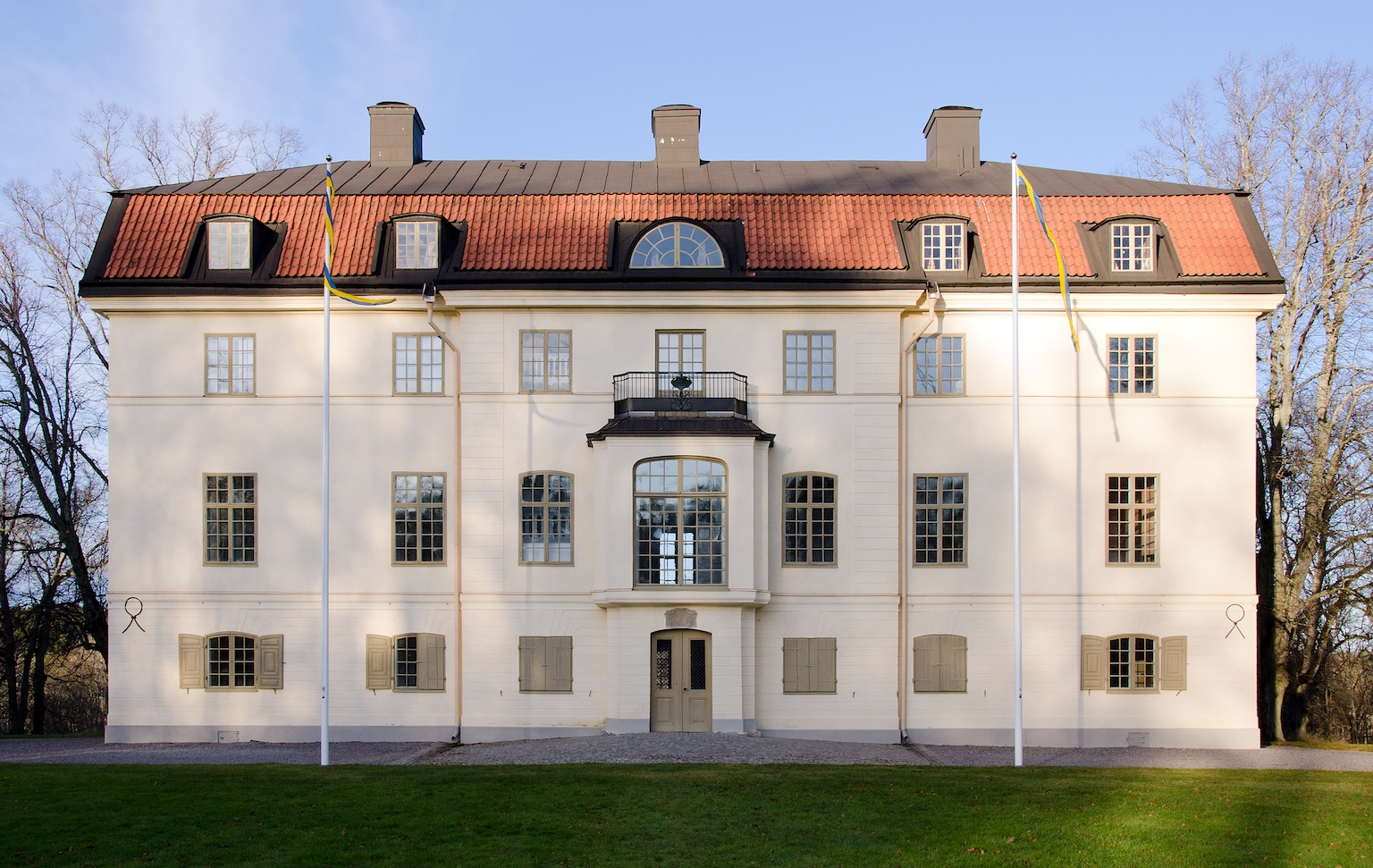
Granhammars slott.

År 1970 var det dags igen för en flytt av Svea livgarde, denna gång som en del av den så kallade Mälarkarusellen. Ett nytt område i Kungsängen togs i anspråk för att anlägga ett nytt etablissemang. Den tidigare planen från 1940-talet, där man byggde nya militära etablissemang så att de skulle se ut som civil bebyggelse från luften, som i Sörentorp och i Lilla Frösunda, gällde inte längre. I stället byggdes etablissemanget efter 1901 års härordnings etablissement, där byggnaderna låg symmetriskt ordnade så att de bildade gårdsrum. Totalt uppfördes ett 30-tal byggnader inom kasernområdet, inom området återfinns även Granhammars slott från 1750-talet.
Militär verksamhet
| Förbandskod | Förbandsnamn                       | Aktivt    | Kommentar                                                     |
| ----------- | ---------------------------------- | --------- | ------------------------------------------------------------- |
| I 1         | Svea livgarde                      | 1970–2000 | Avvecklas år 2000 genom försvarsbeslutet 2000                 |
| SkyddC      | Försvarets skyddsskola             | 1970–1980 | Omlokaliserades 1980 till Umeå garnison                       |
| Fo 44       | Stockholms försvarsområde          | 1982–2000 | Staben för försvarsområdet överfördes 1982 till Svea livgarde |
| LG          | Livgardet                          | 2000–     | Bilades genom en sammanslagning av I 1 och K 1.               |
| Swedint     | Försvarets internationella centrum | 2004–     | Omlokaliserades 2004 från Almnäs, Södertälje                  |
| FöMusC      | Försvarsmusikcentrum               | 2004–     | Tillkommer genom försvarsbeslutet 2004                        |

## Botkyrka

### Tullinge

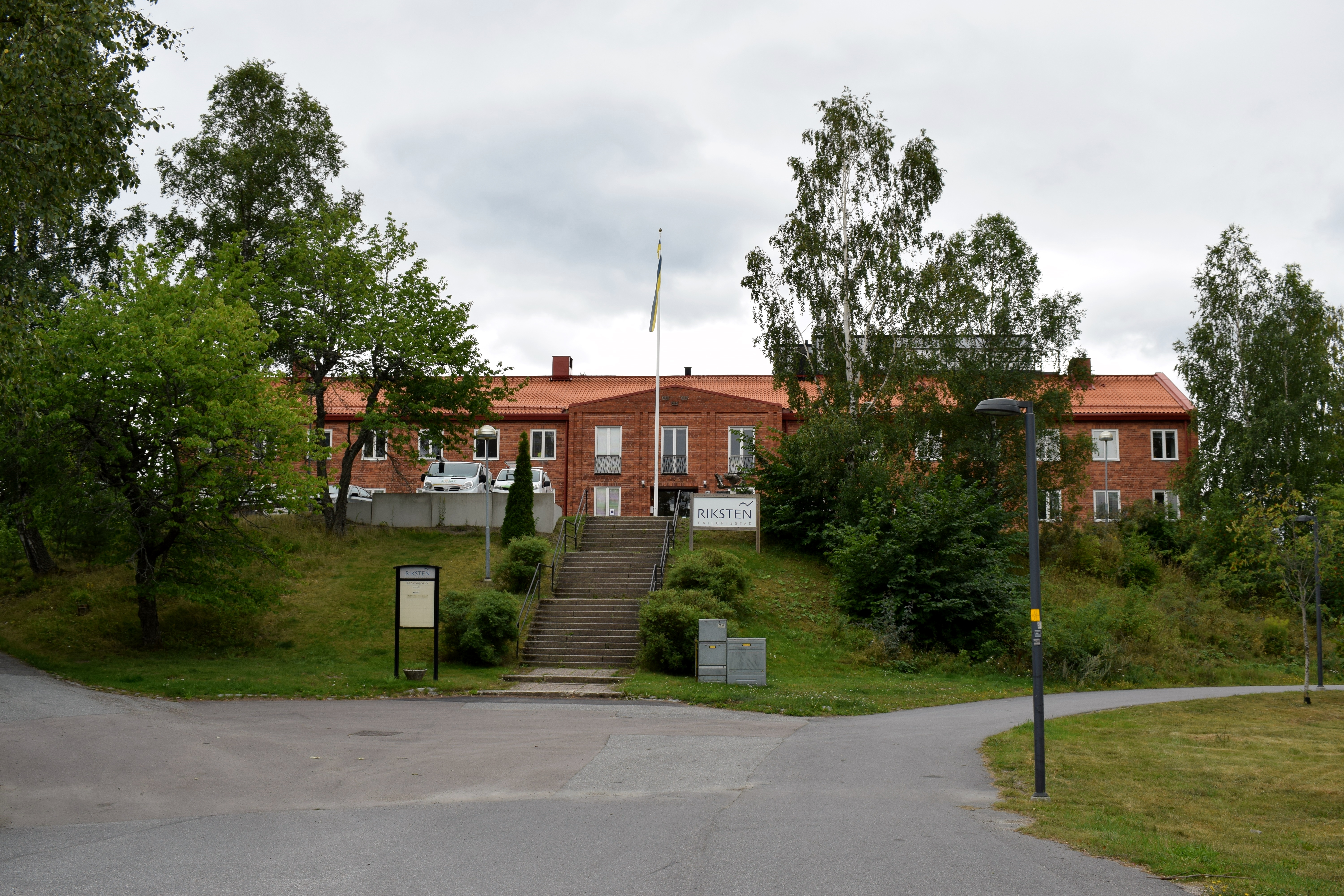
Kanslihuset i Tullinge.

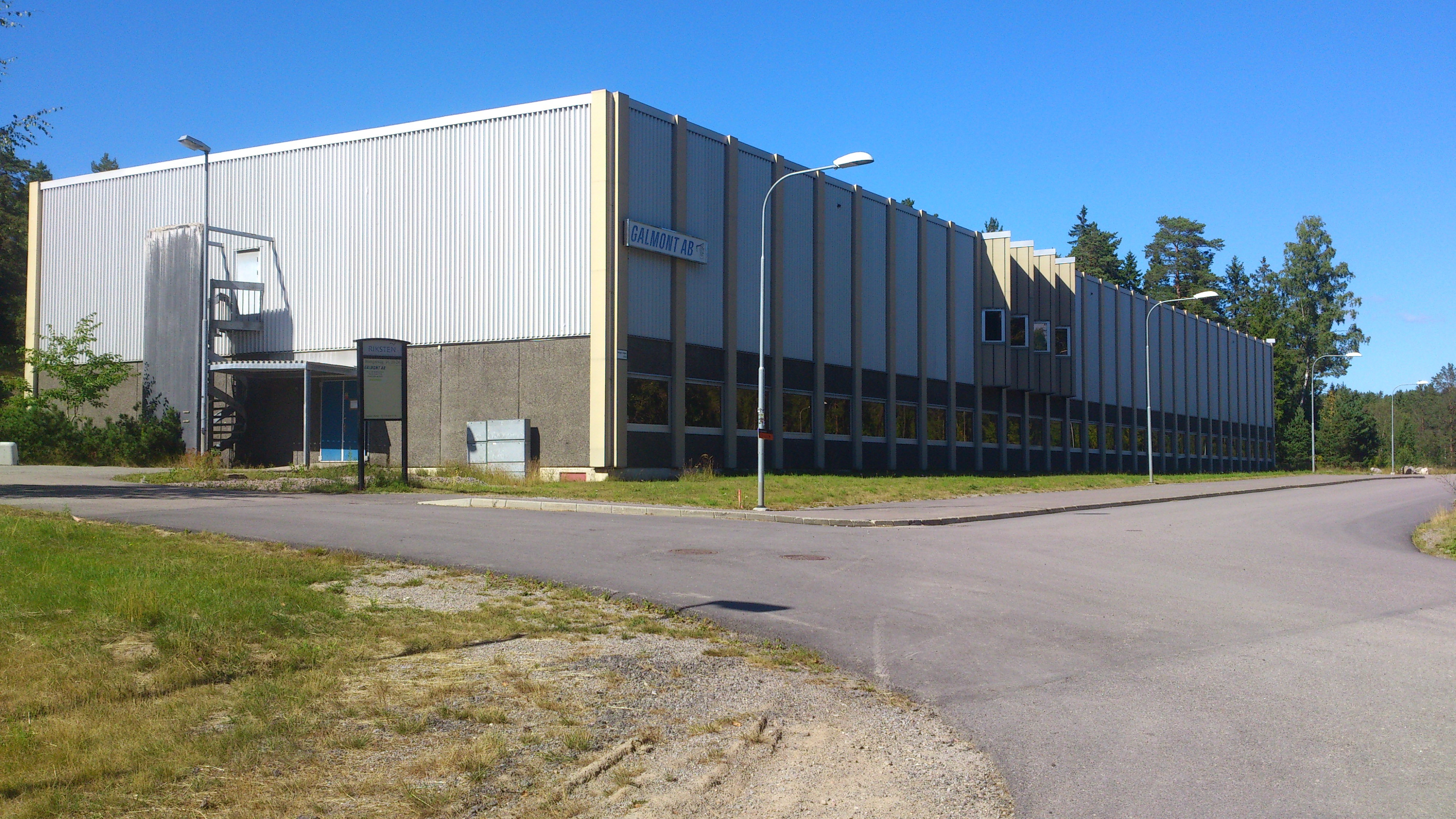
Skolhus i Tullinge.

Försvarsbeslutet 1942 förordade att en sjunde jaktflottilj skulle upprättas. Chefen för Flygvapnet föreslog då att man skulle använda krigsflygfält 40, beläget intill Rikstens gård, fem km, från Tullinge järnvägsstation. Flygvapnet förvärvade marken av en släkting till flygbaronen Carl Cederström. Byggnationen av flottiljen kom att påbörjas 1946 och totalt uppfördes ett 70-tal byggnader. AB Skånska Cement stod för de avsevärda markarbeten som krävdes, bland annat behövde hela Mörtsjön fyllas igen. Etablissemanget uppfördes efter 1940 års militära byggnadsutrednings typritningar, något som återspeglas på de flesta flottiljer uppförda under denna tid, dock är ”stadsplanen” för dem annorlunda på grund av olika terrängförhållanden. När flygflottiljen inrättades den 1 juli 1946 disponerades 417 ha statsägd mark, där kasernområdet utgjorde 27 ha, flygfältsområdet ca 340 ha och markstridsområdet ca 50 ha, medan ca 23 ha arrenderas för komplettering av flygfältsområdet. Åren 1944–1950 bestod flygfältet av tre grässtråk för start och landning. År 1950 asfalterades två av dessa stråk. Den längsta banan, i riktning 06/24, blev 2 378 meter. Den andra, i riktning 15/33, var 1 803 meter. Båda var 45 meter breda. I samband med försvarsbeslutet 1992 beslutades att flottiljområdet skulle lämnas, vilket gjordes 1995 och 1997 såldes området till Vasallen. 
Militär verksamhet
| Förbandskod | Förbandsnamn                    | Aktivt    | Kommentar                                  |
| ----------- | ------------------------------- | --------- | ------------------------------------------ |
| F 18        | Södertörns flygflottilj         | 1946–1973 |                                            |
| F 18        | Flygvapnets Södertörnsskolor    | 1973–1986 |                                            |
| Adam Gul    | 13. jaktflygdivisionen          | 1981–1982 | Detachement till Västmanlands flygflottilj |
| Petter Röd  | 161. jaktflygdivisionen         | 1983–1985 | Detachement till Upplands flygflottilj     |
| F 13T       | F 13 Tullinge                   | 1986–1994 | Detachement till Bråvalla flygflottilj     |
| F 16T       | F 16 Tullinge                   | 1994–2000 | Detachement till Upplands flygflottilj     |
| FHTE        | Försvarsmaktens hundtjänstenhet | 1995–2000 | Detachement till Upplands flygflottilj     |

## Täby

### Hägernäs

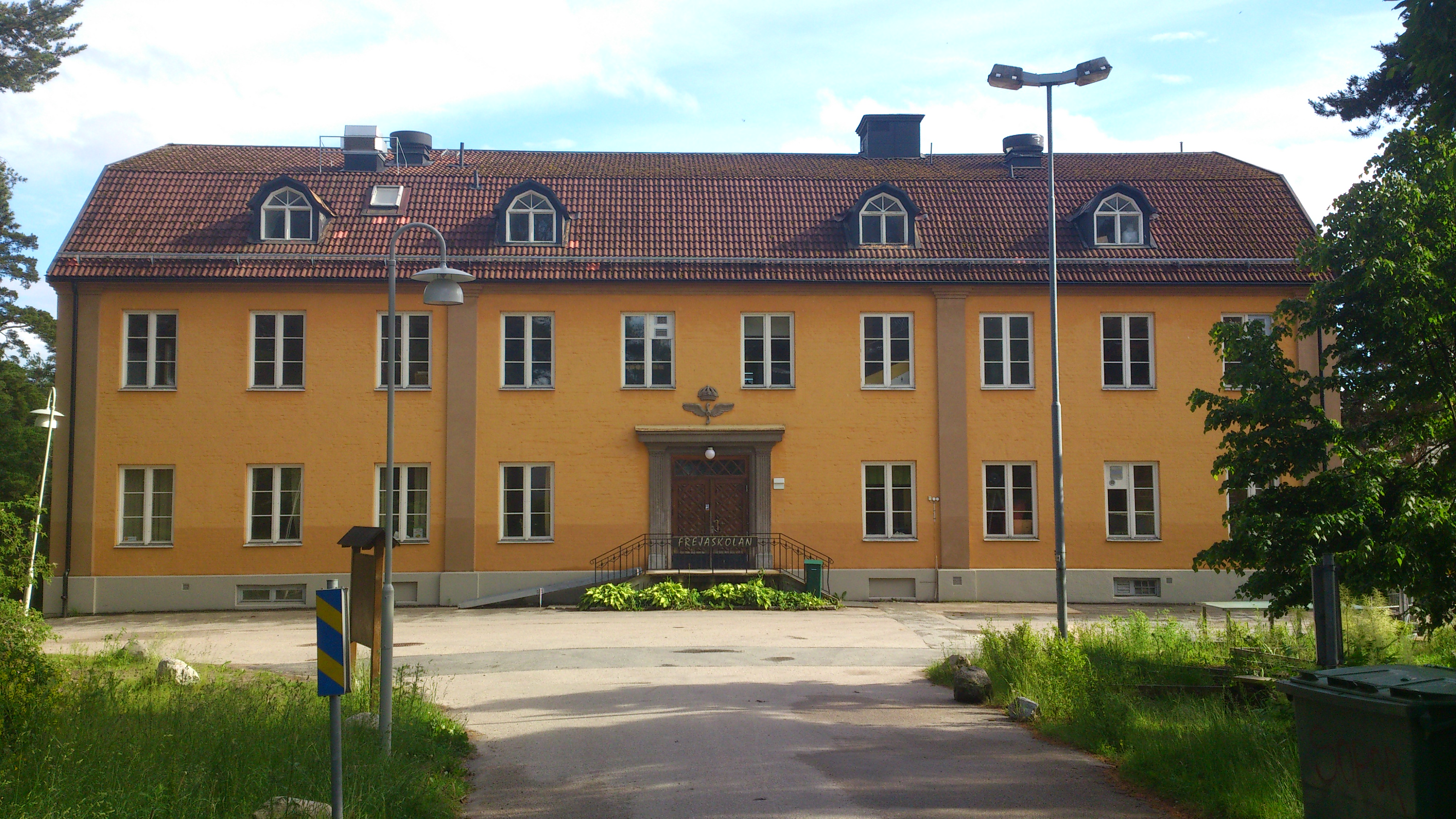
Kanslihuset vid F 2.

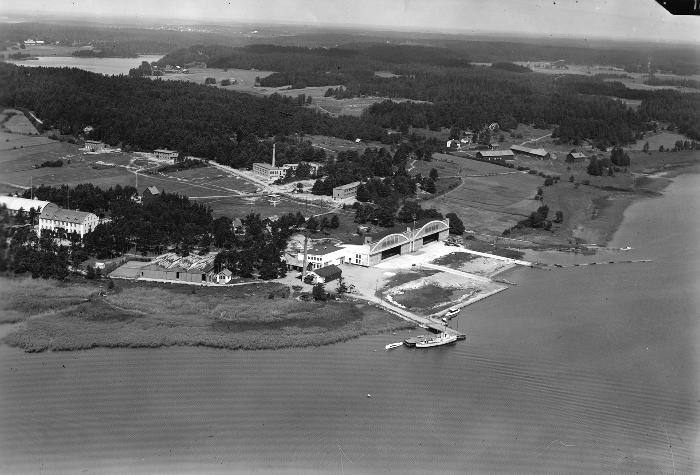
Flygvy över flottiljområdet.

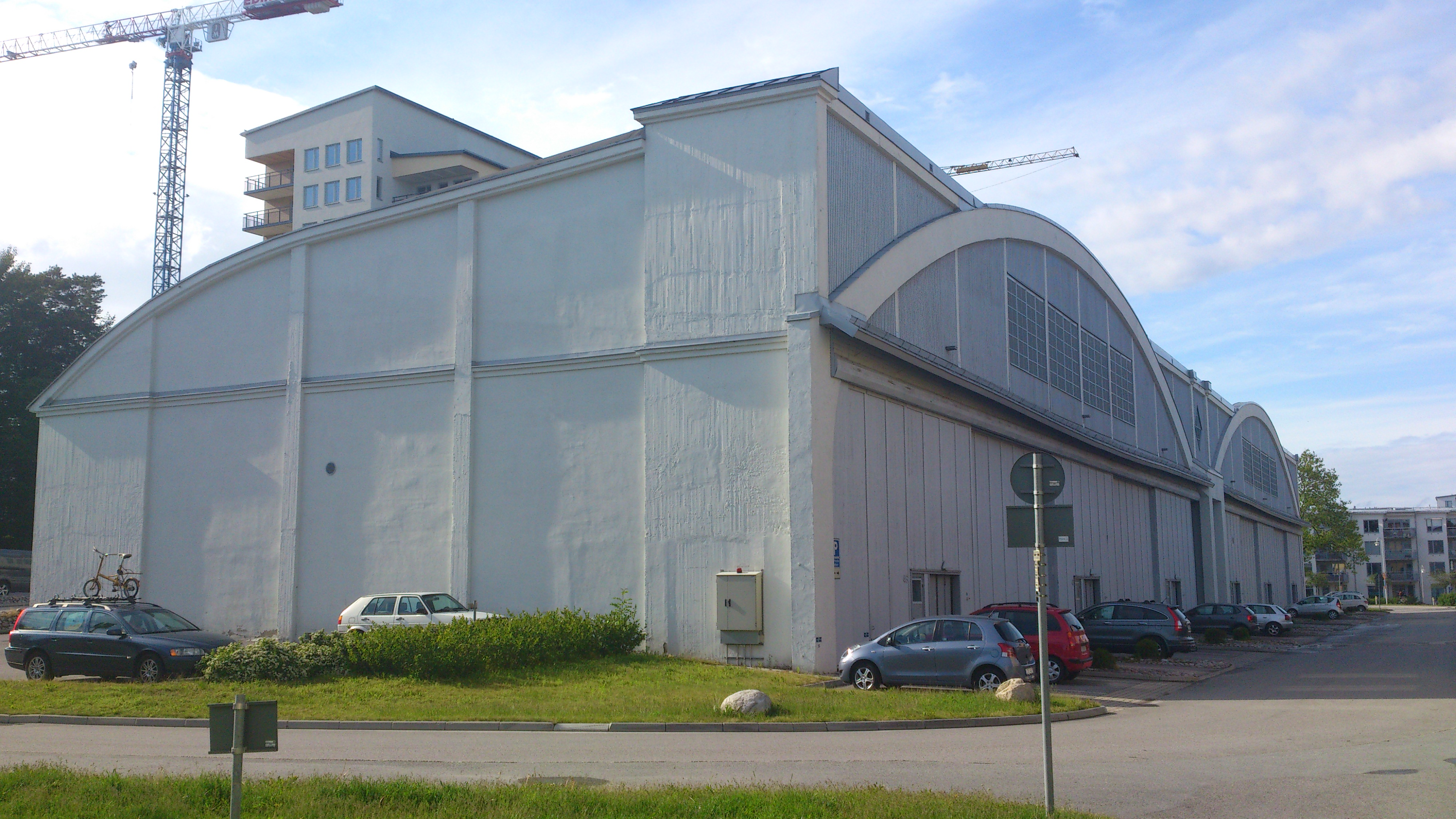
Sjöflyghangar, numer parkeringsgarage.

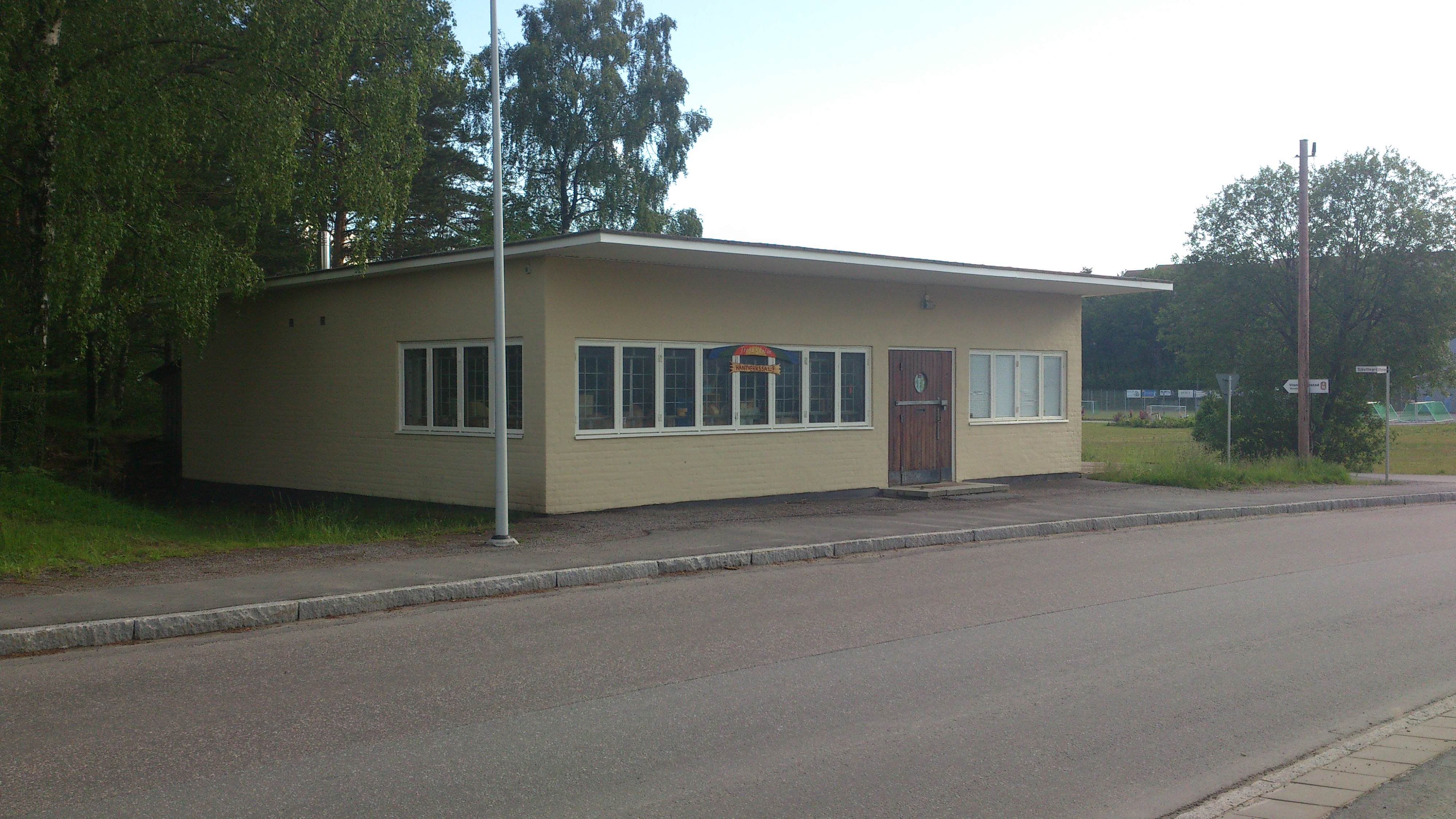
Vaktkasernen på flottiljområdet.

Den 1 juli 1929 övertog Andra flygkåren marinens förläggningsplats i Hägernäs, där vinterflygskolan verkat mellan åren 1919–1926. Genom 1936 års försvarsbeslut beslutades att stärka Flygvapnet med nya förband, samt att ersätta kårorganisationen med en flottiljorganisation. År 1936 hade Flygvapnet utökat markinnehavet i Hägernäs, detta genom markförvärv från Rydboholms Täby-gårdar. Vilket möjliggjorde att flottiljen vintern 1936/1937 kunde påbörja att uppföra ett antal förläggnings- och ekonomibyggnader. Sommaren 1938 stod bland annat kasern 21 och kasern 22 samt värmecentralen och mässbyggnader färdiga. De två kasernerna var flottiljens första kaserner. Fram till 1938 hade en större del av flottiljens personal inkvarterats på HMS Göta i Hägernäsvik. HMS Göta hade från 1928 legat förtöjd i Hägernäsvik, som ett logementsfartyg. När flottiljen nu hade två kaserner att förlägga personalen till, fick HMS Göta order den 30 juni 1938 om att avgå mot Stockholms örlogsvarv. Sommaren året därpå, 1939, stod kasern 23 och kasern 24 färdiga. Till förbandets område hörde även Tornön i viken utanför flottiljområdet. Tornön användes för militär övningsverksamhet, bland annat utbildning i sprängtjänst. Genom försvarsbeslutet 1948 beslutades bland annat att jaktflyget inom Flygvapnet skulle utökas med 50 procent. Rollen som Roslagens flygflottilj haft, det vill säga marinflygflottilj, fanns det inget behov av längre. Detta då radarn i princip hade ersatt spaning med sjöflyg. Och då flottiljen saknade permanenta rullbanor, fanns det inte heller någon möjlighet till att omorganisera flottiljen till en annan roll. Utan istället avvecklades flottiljen den 30 juni 1949. I dess ställe organiserades Roslagens flygkår (F 2), vilket blev ett renodlat markskoleförband.
I samband med att flottiljen avvecklades och Roslagens flygkår bildades, tillfördes kåren ett antal markskoleförband. Under 1950- och 1970-talet bestod verksamheten huvudsakligen av markutbildning. Flygvapnets kadett- och aspirantskola för marklinjen (KAS/M), samt Korpral- och furirskolan för blivande underbefäl i STRIL-tjänst inom Flygvapnet. Vid förbandet fanns även Flygvapnets stridslednings- och luftbevakningsskola (STRILS). På F 2 fanns även Flygvapnets radarskola (FRAS), som utbildade bland annat personal inom stridsledning (av flyg) och luftbevakning. Åren 1951-61 fanns även Flygvapnets väderskola på F 2.
I februari 1967 tillsattes Försvarets fredsorganisationsutredning (FFU), som fick i uppgift att utreda lämpliga strukturförändringar i krigsmaktens fredsorganisation, vilket bland annat innefattade Flygvapnets skolorganisation. Med bakgrund till FFU valde man aktivt inför försvarsbeslutet 1968 att utelämna förändringar i grundorganisationen, i väntan på att FFU skulle vara klara med sin utredning. När utredningen var färdig och överlämnad till regering och riksdag, kom beskedet att Roslagens flygkår (F 2) i Hägernäs, Svea flygkår (F 8) i Barkarby och Hallands flygkår (F 14) skulle avvecklas. Dessa tre flygkårer, vilka samtliga utbildade markförband till Flygvapnet, skulle ersättas med två nya skolförband. Flygvapnets Södertörnsskolor i Tullinge, för utbildning i huvudsakligen i stridslednings- och luftbevakningstjänst. Och Flygvapnets Halmstadsskolor för utbildning i huvudsakligen i bastjänst. Avvecklingen av flygkåren började 1972, och 1974 hade samtliga skolor omlokaliserats till nya förband. Den 30 juni 1974 avvecklades kåren officiellt. Det före detta flottiljområdet är numera bostadsområde. En av hangarerna har bevarats och renoverats för användning som parkeringshus för bilar.
Militär verksamhet
| Förbandskod | Förbandsnamn           | Aktivt    | Kommentar |
| ----------- | ---------------------- | --------- | --------- |
| F 2         | Andra flygkåren        | 1929–1936 |           |
| F 2         | Upplands flygflottilj  | 1936–1936 |           |
| F 2         | Roslagens flygflottilj | 1936–1949 |           |
| F 2         | Roslagens flygkår      | 1949–1974 |           |

### Näsbypark

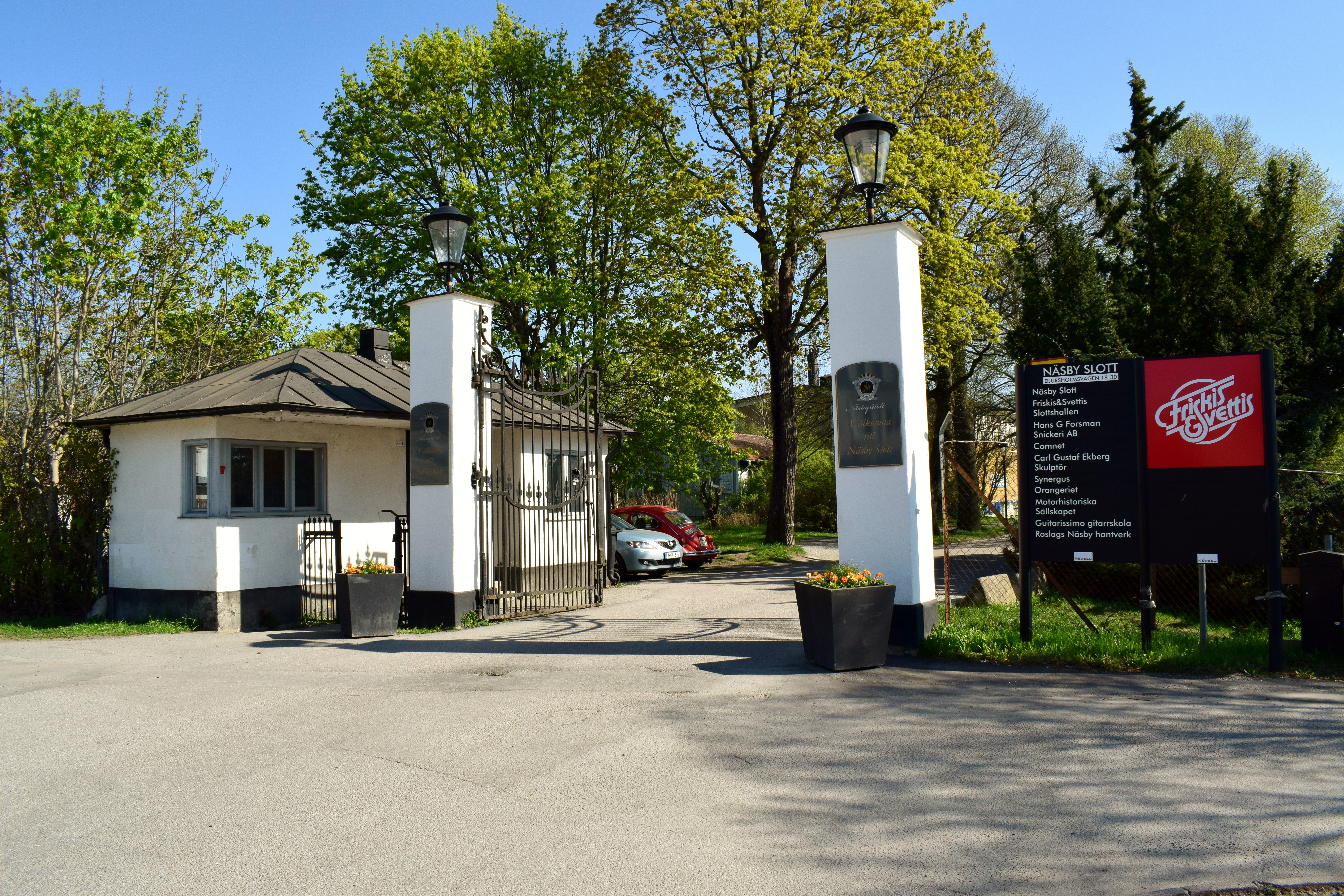
Kasernvakten.

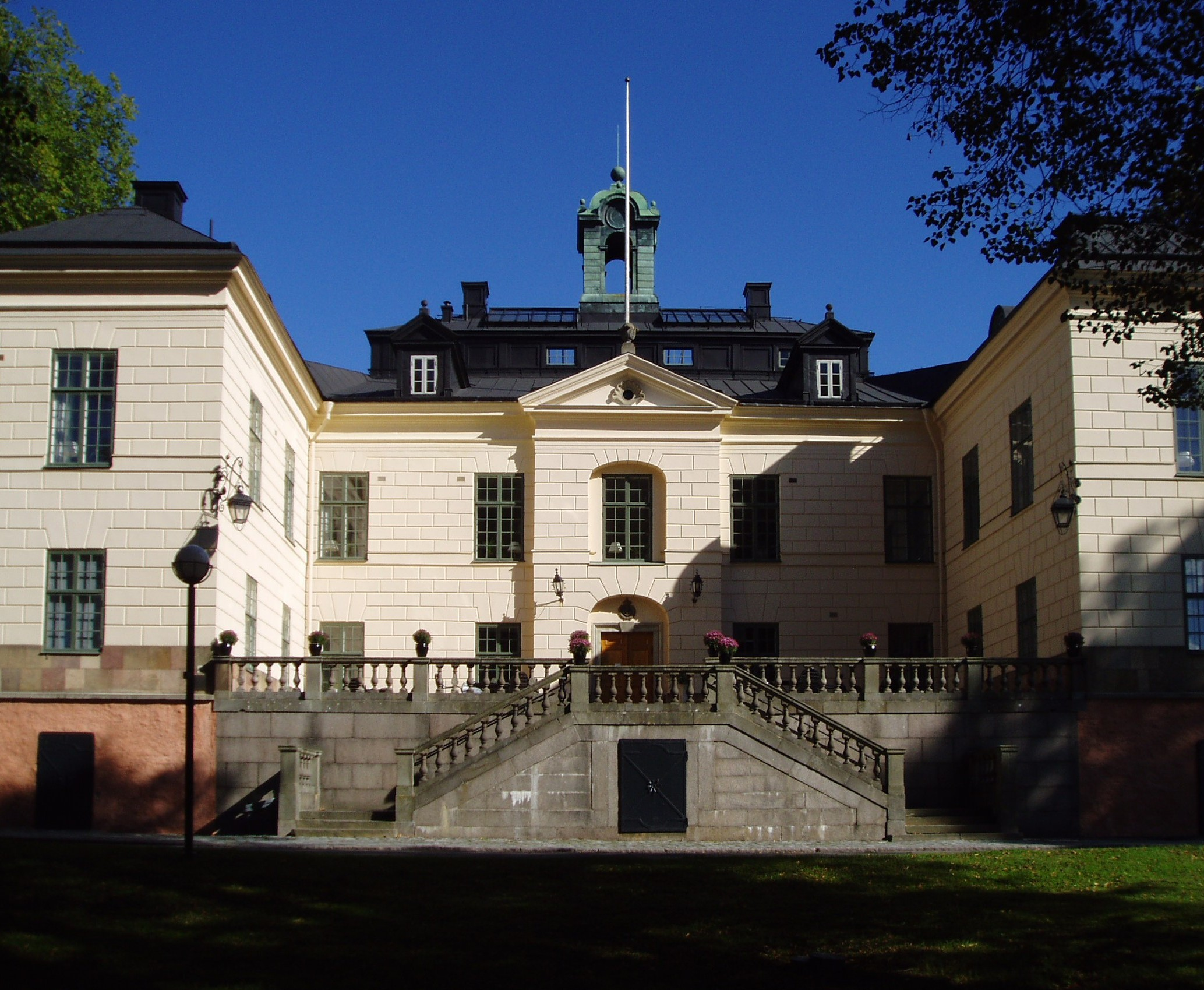
Näsby slott.

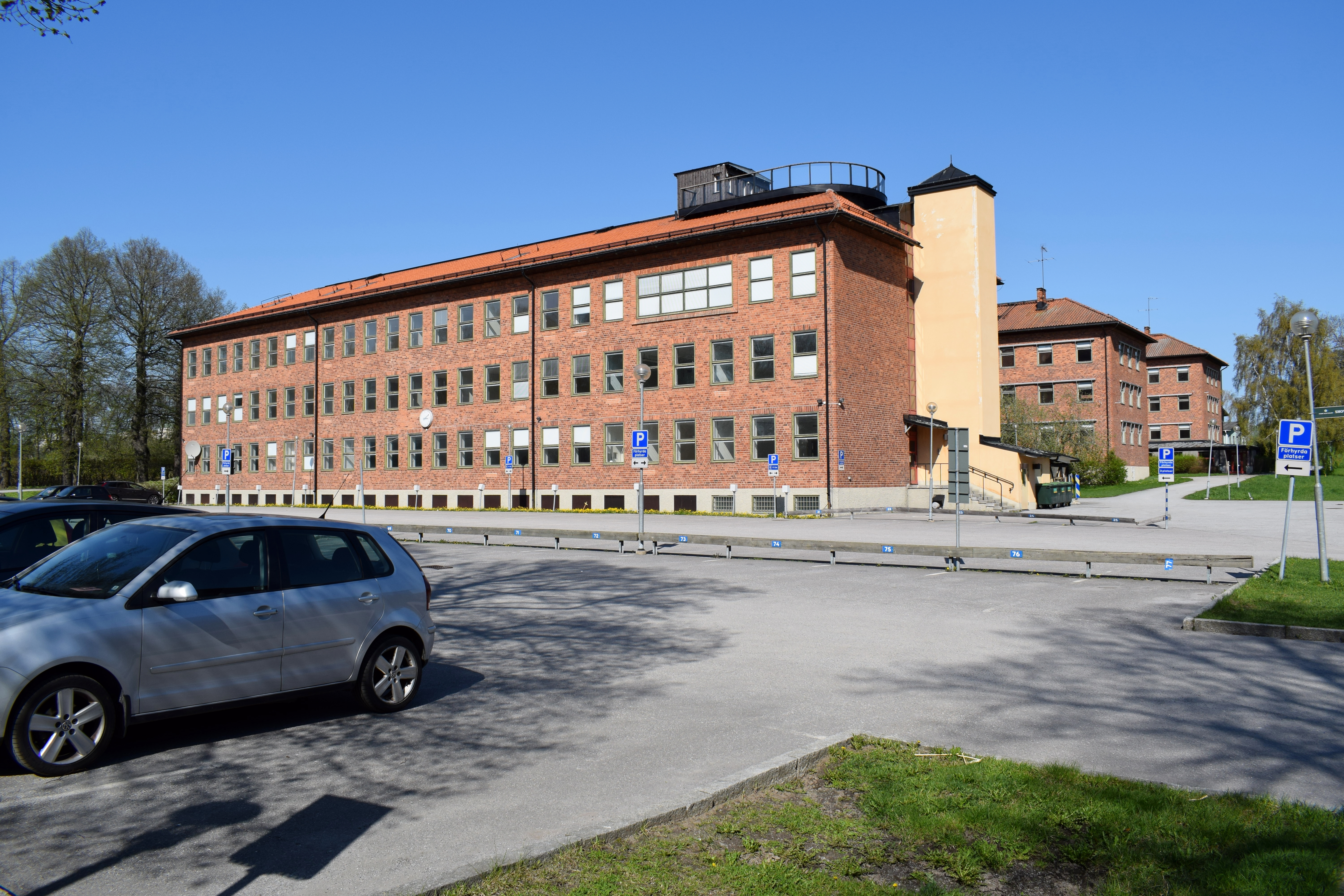
Skol- och förläggningskasernerna vid Näsbypark.

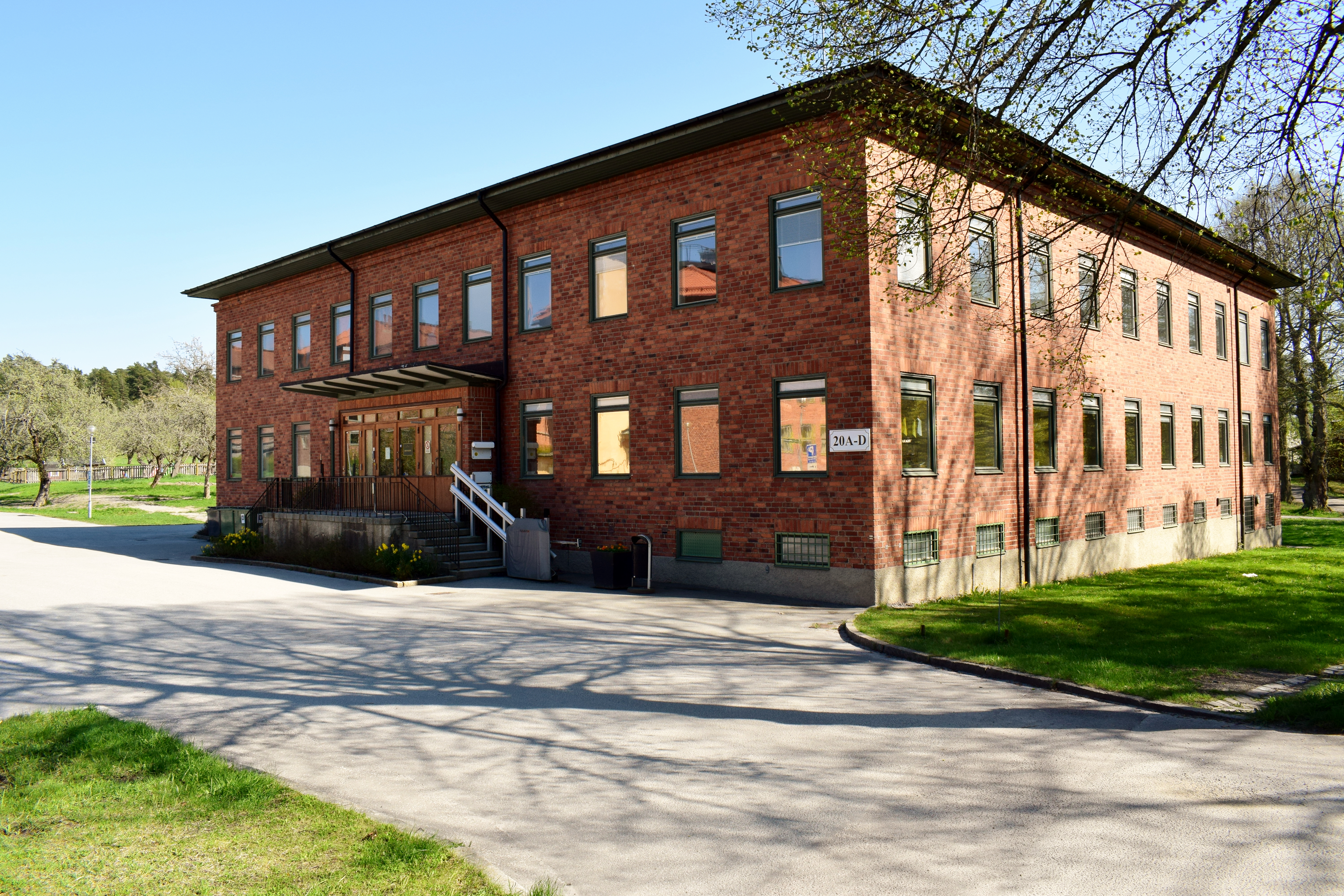
Kadettmässen vid Näsbypark.

Näsbypark ligger i direkt anslutning till Näsby slott. År 1943 omlokaliserades Sjökrigsskolan från Skeppsholmen till Näsbypark. Inför och efter omlokaliseringen av skolan uppfördes under 1940-talet 25 byggnader, bland annat tre större förläggnings- och skolkaserner samt en kadettmäss i anslutning till Näsby slott. Inför försvarsbeslutet 1982 föreslog regeringen att Sjökrigsskolan skulle omlokaliseras till Berga. Skolan upplöstes 1987, men kom istället att uppgå i Marinens officershögskola i Karlskrona. Inför att skolan skulle avvecklas, gav regeringen den 5 september 1985 i uppdrag till Fortifikationsförvaltningen att mark och anläggningar vid Näsby Park skulle avyttras. Genom försvarsutredning 88 kom dock regeringsbeslutet att ändras till att området istället skulle behållas och utvecklas. Det med bakgrund till att överbefälhavaren föreslog att etablissementet i Bagartorp skulle lämnas, och de två värnpliktskontoren där, Östra värnpliktskontoret och Marinens värnpliktskontor skulle sammanslås till Mellersta värnpliktskontoret. Även Kustartilleriets skjutskola skulle temporärt förläggas till Näsbypark, för att senast den 1 juli 1992 förläggas till Rindö. Kustartilleriets skjutskola lokaliserades till Näsbypark 1990, och den 1 juli 1994 flyttade Värnpliktsverket in på Näsbypark, med dess nya regionkontor Mellersta värnpliktskontoret. År 1995 tillkom Kustartillericentrum, och därmed kom även Kustartilleriets stridsskola att kvarstå i Näsbypark. År 1998 upplöstes och avvecklades Kustartillericentrum, kvar på området var då endast Pliktverket tillsammans med Kustartilleriets stridsskola. 
Genom att Operativa insatsledningen i samband med försvarsbeslutet 2000 föreslog regeringen att enheten skulle förläggas till Näsbypark. Initialt förlades den till olika byggnader i centrala Stockholm. Som permanent plats föreslog regeringen att staben skulle förläggas till Bålsta. Något beslut togs inte i frågan, utan sköts på vidare utredning. Försvarsmakten redovisade olika lokaliseringsalternativ, däribland Bålsta, Musköbasen och Uppsala-Ärna flygplats, där de själva förordade Bålsta. Samtliga alternativ skulle innebära en investering på cirka 300-400 miljoner kronor. På uppdrag av Försvarsdepartementet utredde Försvarsmakten ytterligare alternativa lokaliseringar inom Stockholms-området, där de kom att förorda en lokalisering till Näsbypark i Täby kommun. Att förlägga staben till Näsbypark skulle omfatta en investering på cirka 260 miljoner kronor. Lokalerna ansågs även flexibla för framtida förändringar av verksamheten, och skulle kunna anpassas utan omfattande nybyggnationer av byggnader. Regeringens förslag byggde på att lokaliseringen av Operativa insatsledningen Näsbypark skulle inledas den 1 april 2002, och i sin helhet vara lokaliserad senast den 31 december 2004. Efter 11 september-attackerna belyste regeringen sårbarheten med konventionella byggnader, civila människor och byggnader i anslutning till en angripares mål. Därmed kom beslutet att lokalisera Operativa insatsledningen till Näsbypark upphävas. Som alternativ till Näsbypark beslutades att Operativa insatsledningen skulle lokaliseras till Uppsala-Ärna flygplats senast den 31 december 2004.
Den 17 december 2001 flyttade Amfibiestridsskolan från Näsbypark till Rindö, där skolan samlokaliserades med Vaxholms amfibieregemente
Den 30 juni 2009 lämnade Pliktverkets regionkontor Stockholm Näsbypark, vilket också blev den sista enheten på området med en militär anknytning. 
Militär verksamhet
| Förbandskod | Förbandsnamn                 | Aktivt    | Kommentar                                       |
| ----------- | ---------------------------- | --------- | ----------------------------------------------- |
| KSS         | Sjökrigsskolan               | 1943–1987 |                                                 |
| KAS         | Kustartilleriets skjutskola  | 1990–1991 | Namnbyte 1991 till Kustartilleriets Stridsskola |
| KAC         | Kustartillericentrum         | 1995–1998 | Uppgick 1998 i Marincentrum                     |
| KAS         | Kustartilleriets stridsskola | 1991–2000 | Omorganiserades 2000 till Amfibiestridsskolan   |
| VPV M       | Mellersta värnpliktskontoret | 1994–1995 | Namnbyte 1995 till Pliktverket                  |
| PV          | Pliktverket                  | 1995–2009 | Omlokaliserades till Värtahamnen                |
| AmfSS       | Amfibiestridsskolan          | 2000–2001 | Omlokaliserades till Rindö                      |
| OPIL        | Operativa insatsledningen    | –         | Beslutet om att förlägga staben upphävdes 2001. |